# Storie di Decio Mure
Le Storie di Decio Mure sono il tema di un ciclo di arazzi ideato da Rubens. La fortuna critica dell'opera non è però legata ai panni (tessuti in più tirature) bensì ai progetti grafici da cui gli arazzi furono ricavati ed in particolare alle grandi tele (in rapporto 1 a 1 con gli arazzi) realizzate, a mo' di cartoni, sulla base di bozzetti preliminari dello stesso Rubens. 
Una tradizione critica risalente, già registrata da Giovan Pietro Bellori, assegna ad Antoon van Dyck, il più importante degli allievi di Rubens, la trasposizione in larga scala dei bozzetti del capo bottega. Gli studi successivi tendono però a rivedere questo assunto, ritenendo che, pur con il supporto di aiuti, necessario per un'impresa figurativa di così ampia portata, Rubens partecipò attivamente anche alla stesura dei grandi cartoni su tela.

## Storia

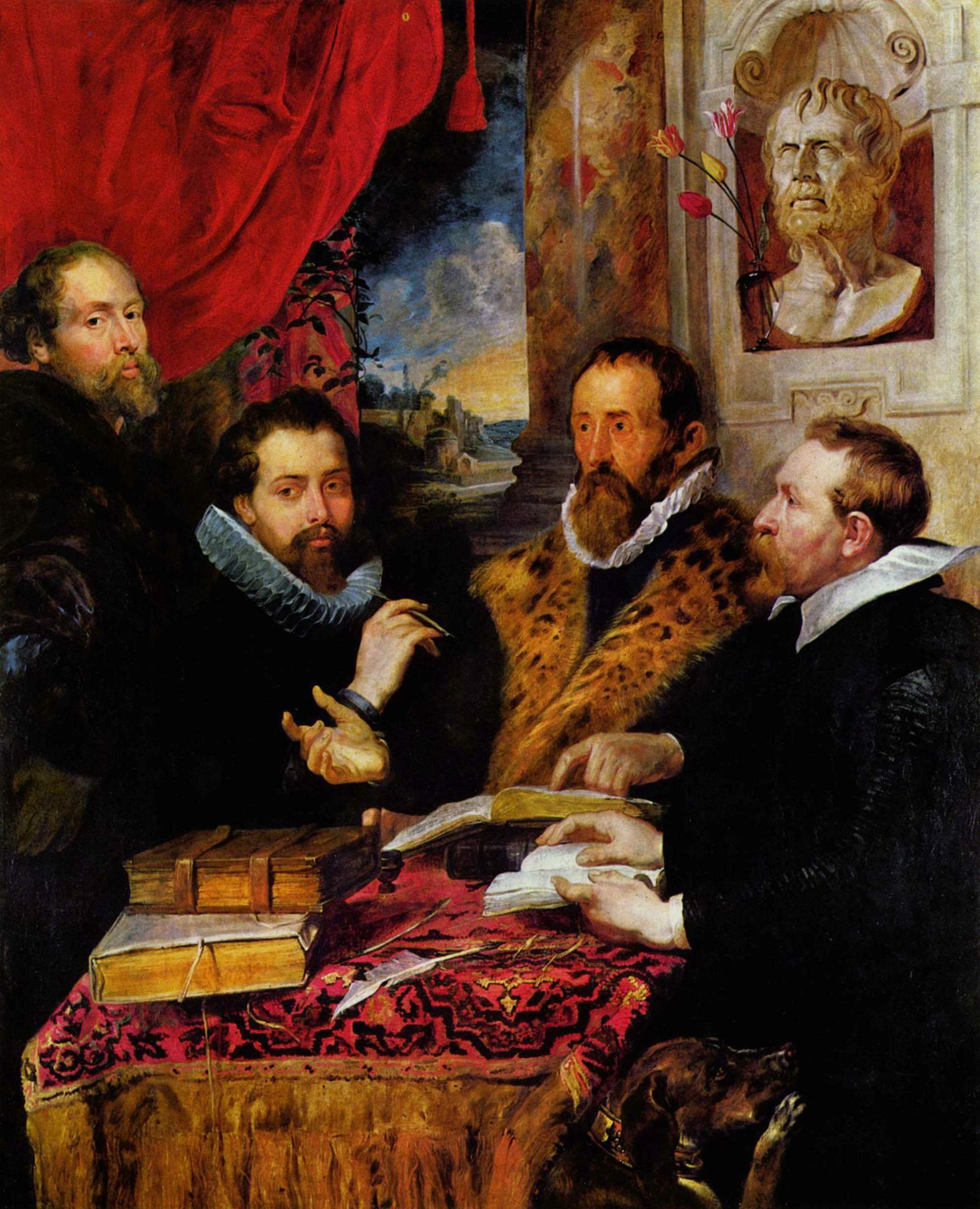
Rubens, Quattro filosofi, 1611-1612, Firenze, Galleria Palatina. Nel dipinto compare il giovane Rubens che ascolta una dissertazione di Giusto Lipsio. Il tutto si svolge sotto un busto di Seneca

Nel novembre del 1616 il mercante genovese Franco Cattaneo, residente ad Anversa, e i tessitori brussellesi Jan Raes e Frans Sweerts stipulano un contratto per l'orditura di una serie di arazzi, da produrre in due tirature, aventi ad oggetto le storie del console romano Decio Mure. Nell'atto si attesta che Rubens attenderà alla realizzazione dei modelli grafici per la tessitura dei panni. 
In due lettere del 1618 recapitate dal pittore ad un diplomatico inglese egli scrive che ha terminato il lavoro per la serie di Decio Mure, commissionatagli da alcuni gentiluomini genovesi.
Questa documentazione, oltre a dare una precisa indicazione sulla datazione del ciclo (per l'appunto 1616-1618), lascia pensare che Franco Cattaneo abbia svolto un ruolo da intermediario: restano quindi sconosciuti i gentiluomini genovesi, destinatari finali degli arazzi, cui allude Rubens nello scambio epistolare. Appare comunque plausibile che la provenienza genovese della commissione sia da ricollegare ai rapporti allacciati da Rubens con il ceto aristocratico locale nel fecondo periodo che egli trascorse a Genova durante il suo giovanile soggiorno in Italia. Sempre da queste carte pare inoltre dedursi che fu proprio Rubens a decidere il tema degli arazzi. 
La scelta delle storie del console Decio Mure potrebbe avere più spiegazioni che peraltro non si escludono l'un l'altra. 
Rubens era un cultore dell'antichità classica e l'ambientazione del ciclo nell'antica Roma gli offriva l'occasione, come nei modelli è in effetti dato osservare, di inserire molteplici citazioni classiche, figurative e letterarie. 
Inoltre, il colto pittore fiammingo era stato un allievo, nonché fraterno amico, del filosofo Giusto Lipsio, tra i fondatori del neostoicismo, scuola di pensiero che si proponeva il recupero dei valori della antica corrente filosofica dello stoicismo, conciliandoli con la morale cristiana. La figura di Decio Mure era stata annoverata tra gli exempla virtutis già da Seneca, uno dei principali filosofi stoici. Le ragioni della scelta del tema di quest'impresa figurativa potrebbero quindi affondare anche nelle convinzioni filosofiche di Rubens. 

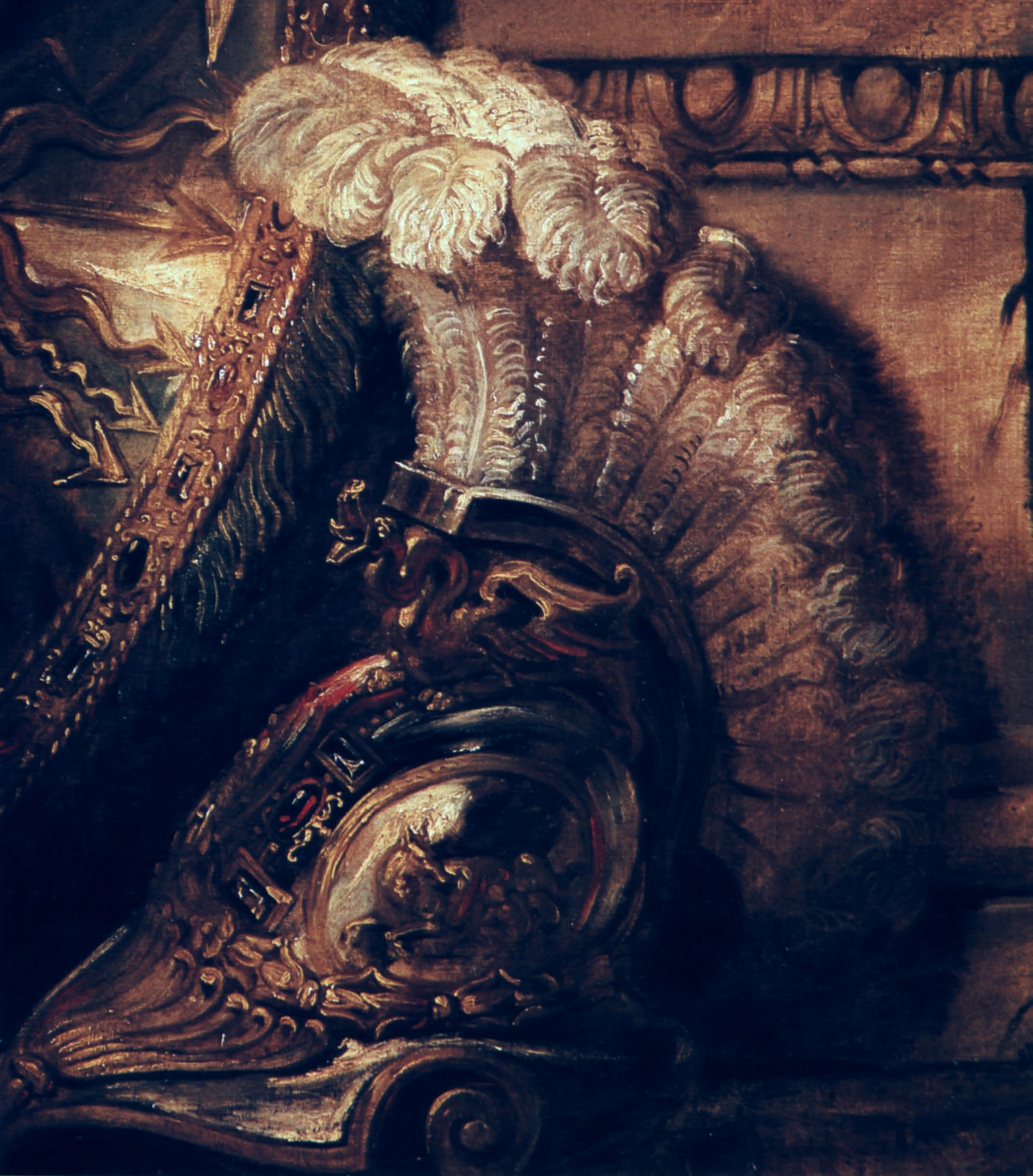
Particolare. La Lupa Capitolina sull'elmo di Decio Mure

Infine, si può considerare che Decio Mure fu un eroe della Repubblica romana ed era inoltre di origini plebee, circostanze probabilmente gradite ai suoi committenti. Genova era infatti una nazione fieramente repubblicana ed era retta da un'aristocrazia di homines novi che, se pur ormai ricchissima, non vantava, per lo più, antico ed alto lignaggio di sangue. 
La realizzazione delle storie di Decio Mure fu la prima occasione in cui Rubens si cimentò nell'ideazione di un grande ciclo figurativo, cui, nel corso della lunga e prolifica carriera dell'artista, tanti altri ne seguirono, vuoi ancora per la realizzazione di arazzi vuoi per opere pittoriche.
Come accennato, Rubens realizzò dapprima i bozzetti dei singoli episodi che oggi sono noti solo in due esemplari (uno conservato nella National Gallery of Art di Washington e l'altro al Prado). I grandi teloni, derivati con l'aiuto della bottega da questi modelli, confluirono nelle raccolte dei principi del Liechtenstein già nel 1693 e ancor oggi fanno parte di questa collezione. 
L'uso di tele di grande formato dipinte ad olio con funzione di cartoni è un'innovazione tipica di Rubens (replicata anche per altri cicli di arazzi progettati nella sua bottega). La pratica precedente infatti prevedeva la realizzazione di modelli su carta (per questo cartoni) dipinti a tempera, essendo l'olio poco adatto a questo supporto. Si pensa che Rubens abbia modificato tale procedimento per non rinunciare, nemmeno in occasione della preparazione di parati tessili, all'intenso colorismo della sua pittura, esaltato proprio dall'uso di colori ad olio.

## Il ciclo
Il ciclo si articola in otto scene: sei di esse hanno ad oggetto episodi della vicenda di Decio e due sono a carattere allegorico-celebrativo.
La storia narrata riguarda l'eroico sacrifico del console romano che consapevolmente affrontò la morte nella Battaglia del Vesuvio, combattuta (nel 340 a. C.) tra Romani e Latini nell'ambito guerra latina. Il suo atto estremo di dedizione e amor patrio consentì la vittoria di Roma.
La fonte utilizzata da Rubens per raffigurare questa storia è la Ab urbe condita di Tito Livio, testo che, sia pure con qualche licenza, è seguito in modo sostanzialmente fedele dal pittore. 
Potrebbe non essere casuale il fatto che la figura di Tito Manlio, collega di Decio nel consolato e insieme a lui alla guida dell'esercito schierato contro i Latini, che pure nel racconto liviano ha ruolo importante, nel ciclo rubensiano ha scarsa rilevanza. Nella chiave di lettura neostoica dell'opera sono le virtù di Decio l'exemplum da celebrare. 

### Decio Mure racconta il suo sogno

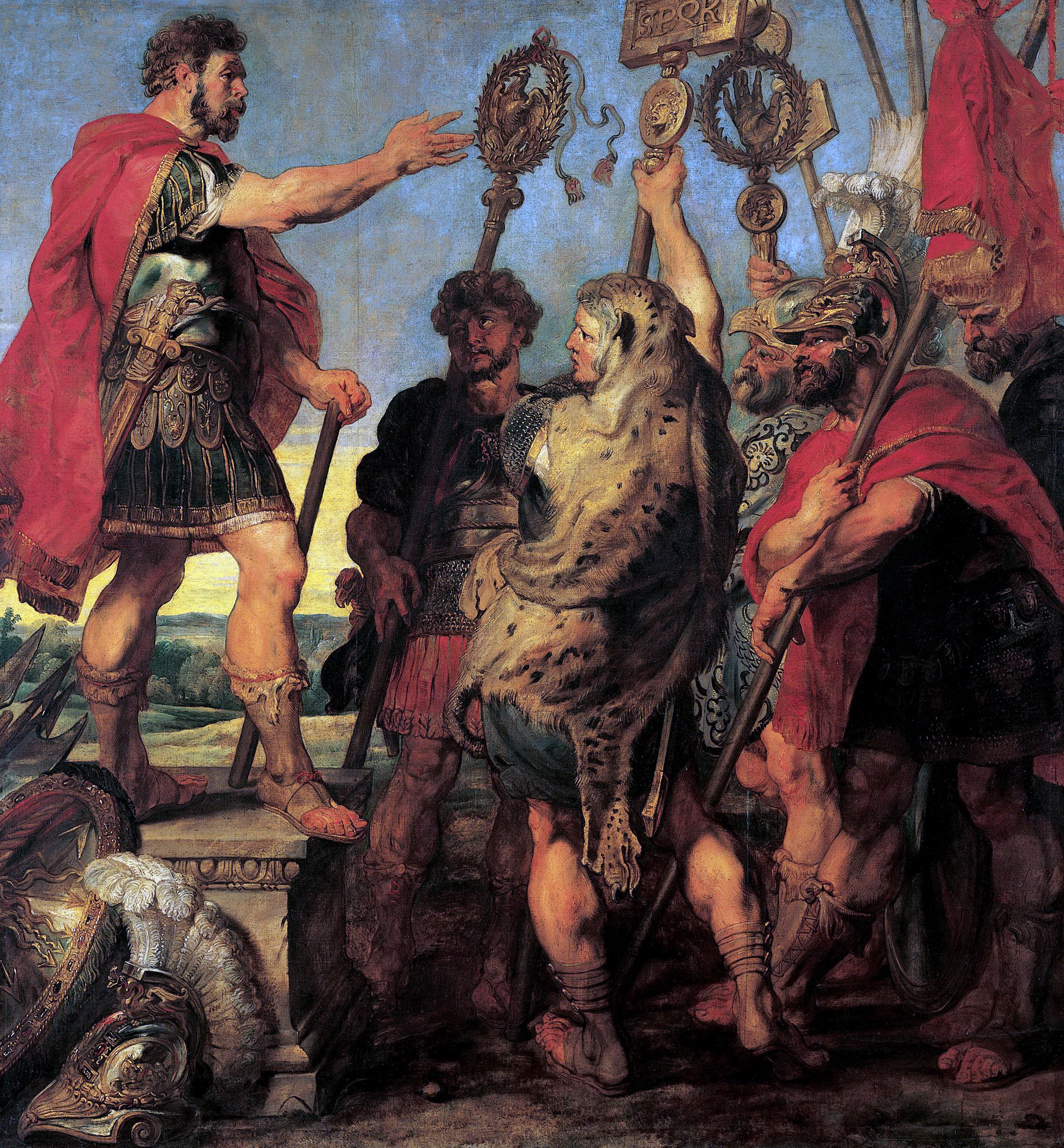
Decio Mure racconta il suo sogno (cm. 294 × 278)

Racconta Tito Livio che nella notte precedente alla battaglia entrambi i consoli romani ebbero una rivelazione in sogno. Avrebbe vinto lo scontro l'esercito il cui comandante si fosse offerto agli dei Mani, divinità dell'oltretomba, cercando la morte in combattimento. 

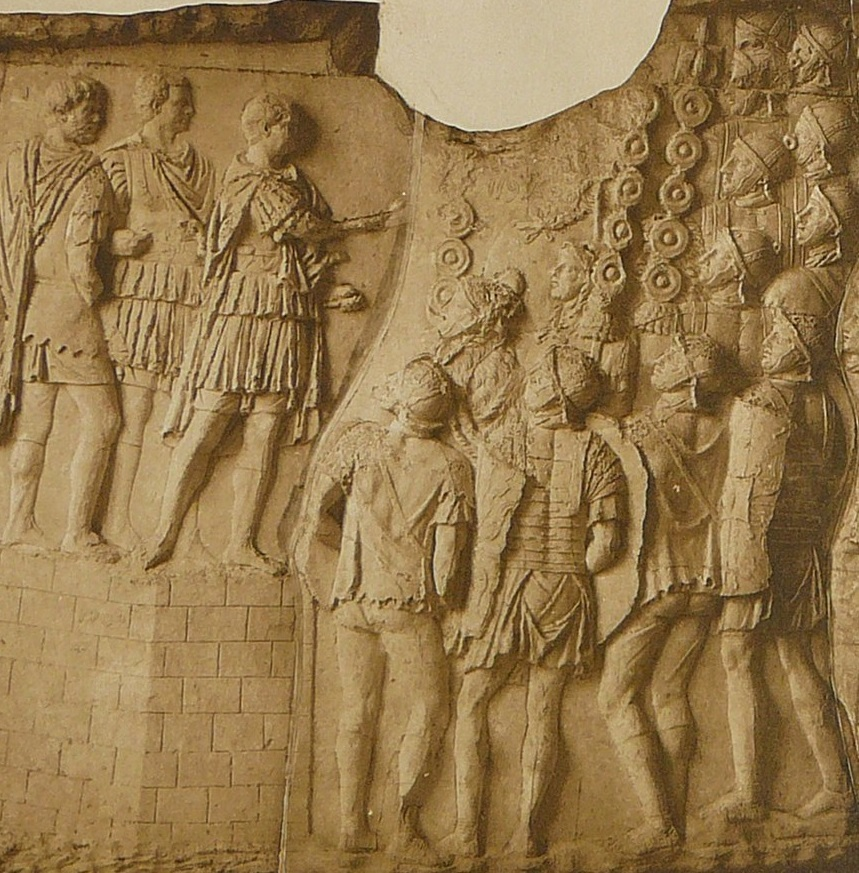
Adlocutio di Traiano alle legioni, Colonna Traiana (calco)

Vediamo quindi Decio Mure raccontare questo sogno alle sue truppe.
Rubens raffigura l'episodio ricorrendo all'iconografia della adlocutio e riprende in modo quasi letterale un rilievo della Colonna Traiana.

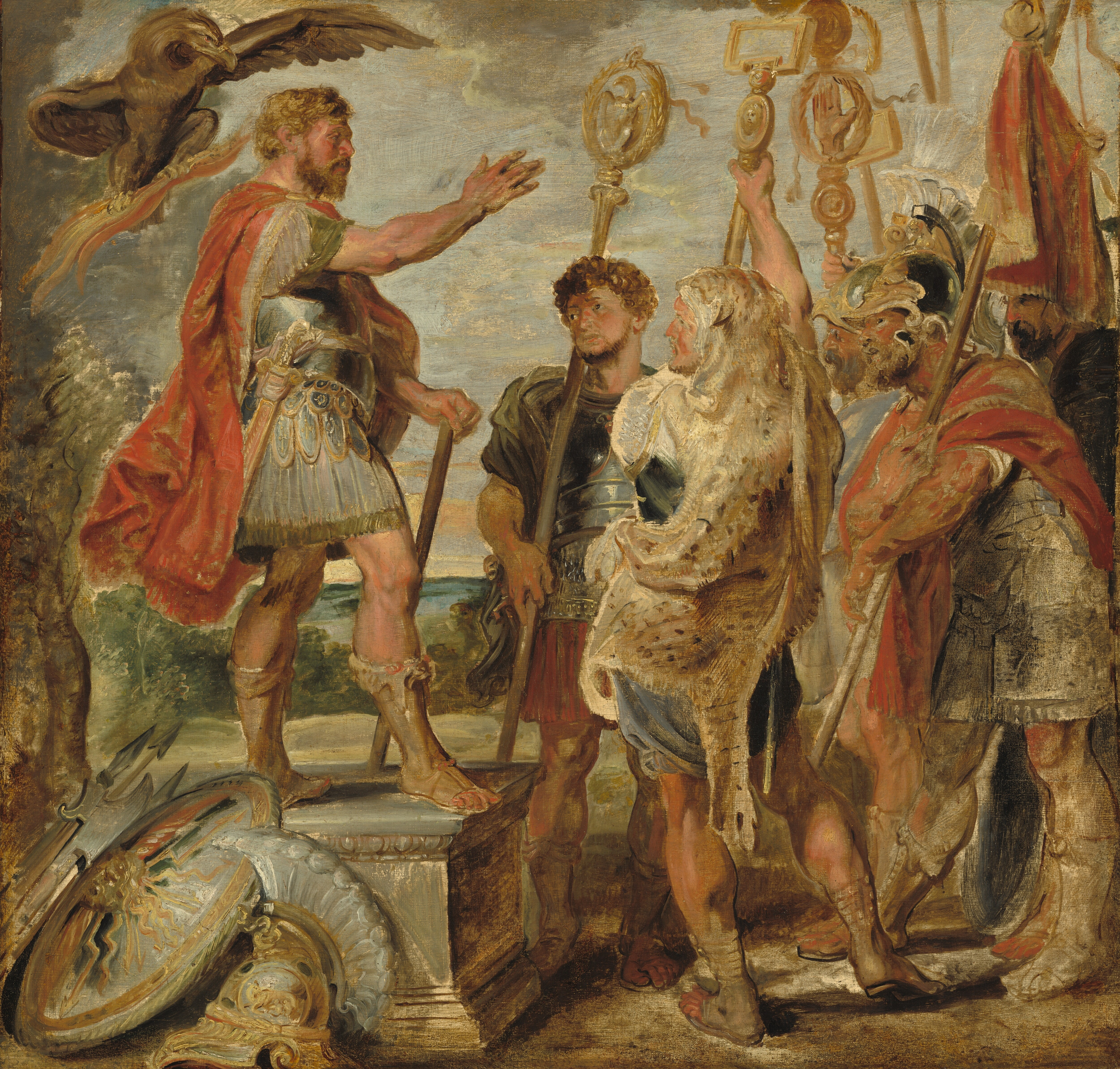
Il bozzetto del primo episodio

Nella bellissima serie di dettagli antiquari - disseminati sulle armi, sulle corazze, sulle insegne - spicca la decorazione dell'elmo di Decio Mure poggiato davanti al podio su cui è salito il console per arringare i soldati. Sull'elmo è infatti raffigurato il gruppo della lupa che allatta Romolo e Remo.
Si tratta probabilmente di una dotta citazione dell'undicesima satira di Giovenale ove l'autore narra che gli eroi romani dei tempi antichi, prima che gli usi si corrompessero, erano soliti usare i metalli preziosi presi come bottino di guerra proprio per istoriare in questo modo i loro elmi. 
Del primo episodio della serie si conserva anche il bozzetto preliminare (National Gallery of Art, Washington). Qui vediamo un elemento poi cassato nel cartone: l'apparizione di Giove, sotto forma d'aquila, che allegorizza il favore degli dei per le sorti di Roma.

### Interpretazione del sacrificio

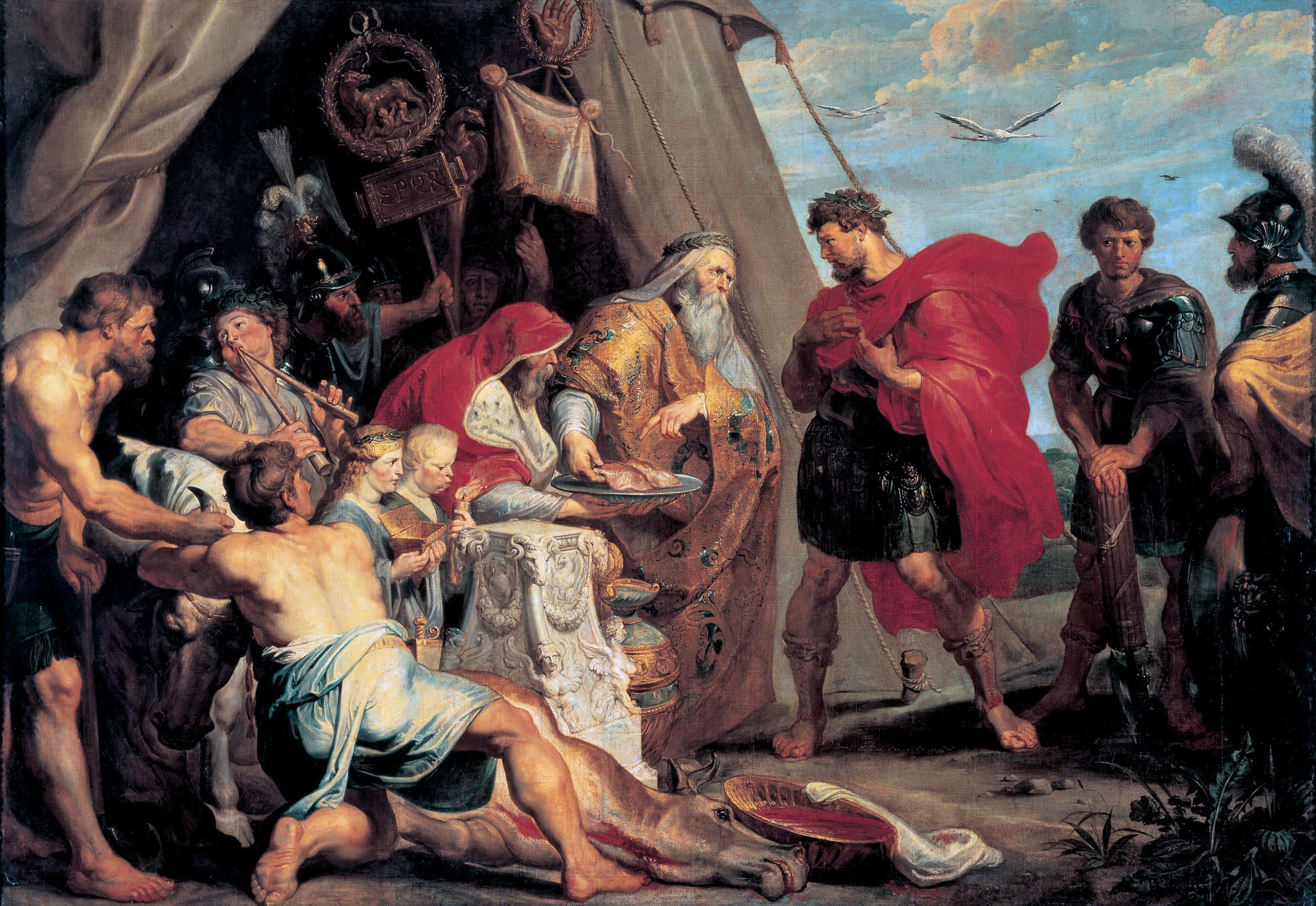
Interpretazione del sacrificio
(cm. 294 × 412)

Prosegue Tito Livio narrando che i consoli romani, prima di dare battaglia ai nemici, offrirono dei tori in sacrificio per interrogare un aruspice. Questi, esaminando il fegato dell'animale, rileva che esso presenta un'anomalia nella pars familiaris (uno degli elementi in cui l'arte divinatoria suddivideva il fegato per trarne presagi). È un segno infausto per Decio: il comandante che dovrà immolarsi per garantire la vittoria romana è lui e non Tito Manlio. Decio accetta con abnegazione questo responso. 
Vi sono chiare assonanze tra il secondo episodio della serie rubensiana ed uno dei celeberrimi cartoni di Raffaello raffiguranti gli atti degli apostoli che Rubens vide e studiò a Genova. Si tratta del Sacrificio di Listra, episodio della vita di san Paolo, dal quale sono ripresi sia l'ara sacrificale sia l'astante a sinistra che in entrambi i casi trattiene un animale da offrire. 

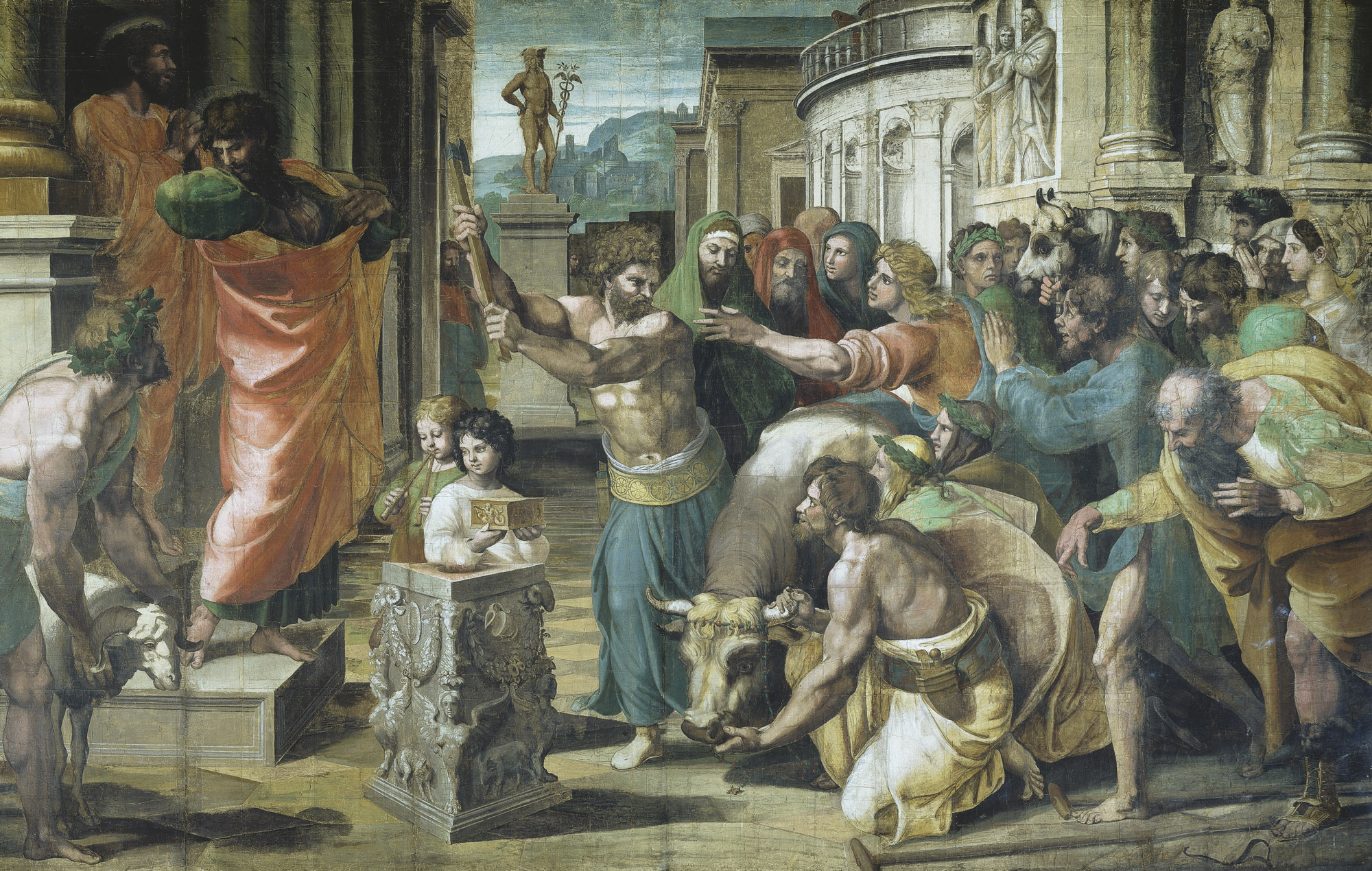
Raffaello, Sacrificio di Listra, 1515-1516, Londra, Victoria and Albert Museum

Particolarmente efficace è lo scorcio col quale è raffigurato il toro che giace a terra già immolato. Forse è la traduzione figurativa di un passo della Naturalis historia in cui Plinio il vecchio elogia il pittore greco Pausia per la sua abilità nel dipingere i tori. 
Sempre a proposito di questo animale è dato osservare un ulteriore dettaglio indicativo delle profonde conoscenze antiquarie di Rubens. Egli ebbe cura di raffigurarlo senza infula cioè la piccola benda di lana che veniva posta in capo alle bestie offerte in sacrificio. Ebbene questo ornamento era utilizzato per condurre l'animale offerto nel luogo di compimento del rito, ma gli veniva tolto prima di ammazzarlo. Mentre in Raffaello l'infula è ancora tra le corna della bestia quando la scure sta per abbattersi sul suo collo - ed è quindi un'imprecisione - Rubens ebbe l'accortezza di raffigurare il toro già ucciso senza quest'attributo che invece vediamo in quello ancora vivo (sulla sinistra della tela). 
Intensissimo è il dialogo di sguardi tra il sacerdote e il console in questo momento solenne. Gli altri personaggi presenti esprimono chi il proprio stupore chi la propria tristezza. 
Non è senza significato infine la collocazione del raffinato catino in cui è stato raccolto il sangue della bestia sgozzata, posto proprio sotto Decio Mure. È un'allusione alla prossima morte dell'eroe decretata dal fato.

### Devotiodi Decio Mure

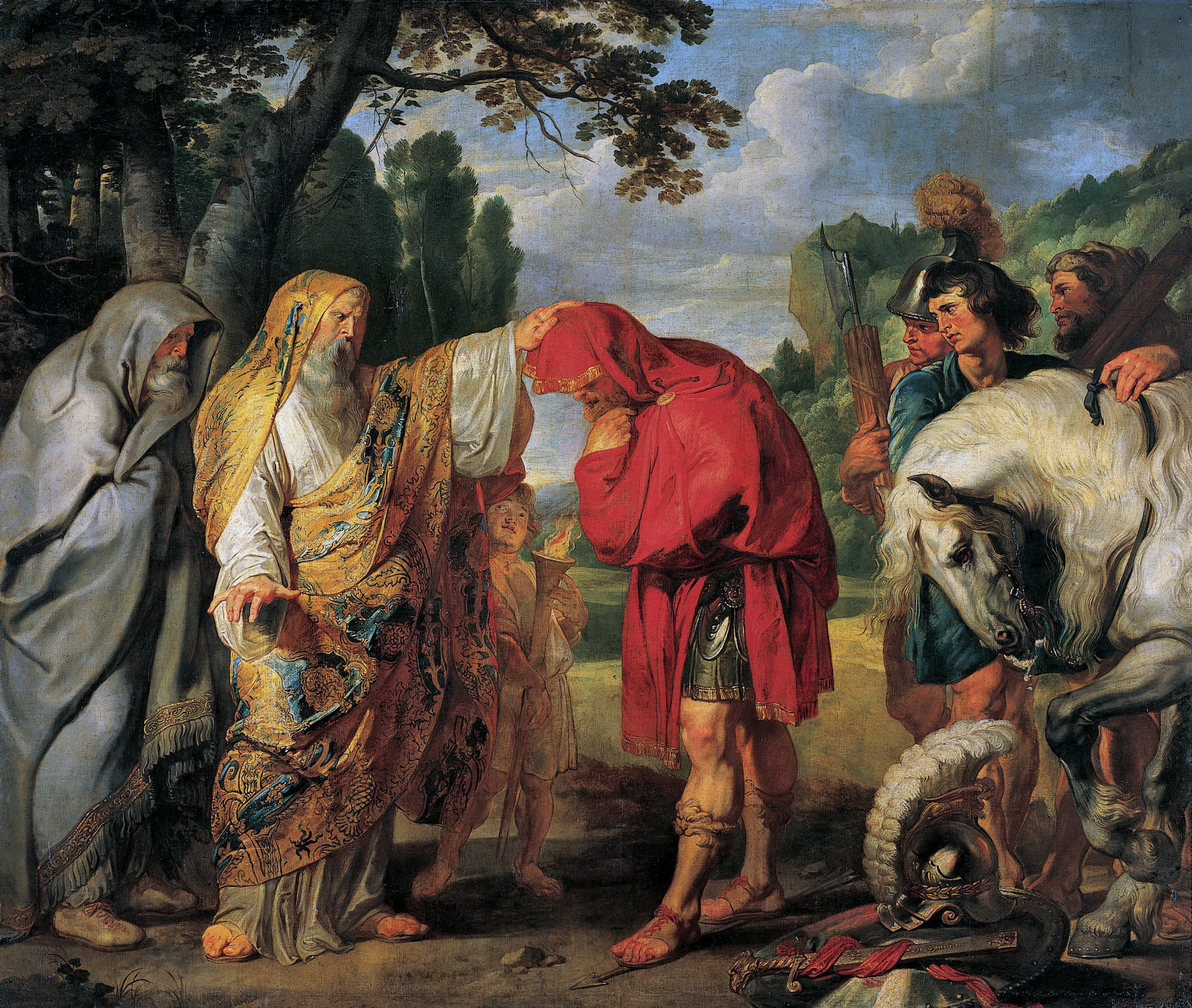
Devotio di Decio Mure
(cm. 284 × 336)

Tito Livio narra che Decio Mure prima di affrontare la morte in battaglia si sottopose al rito della devotio, consacrando se stesso e le anime dei nemici che avrebbe ucciso prima di cadere agli dei Mani. La dettagliata descrizione fatta dallo storico del rituale celebrato dal console romano è fedelmente riprodotta da Rubens. 
Decio al cospetto del pontefice Marco Valerio, indossando la toga pretesta, col capo incappucciato e toccandosi il mento con una mano, pronuncia la formula del rituale con la quale, in cambio della vittoria, offre votivamente la sua vita. Sempre seguendo il racconto di Tito Livio, il condottiero enuncia il voto sacramentale calpestando un giavellotto. 
Nella narrazione liviana la consacrazione si svolge nel mezzo della battaglia. Rubens sposta invece l'evento in un'isolata radura per creare un clima di raccolta solennità che evidentemente ha ritenuto più adeguato alla gravità dell'eroica scelta del comandante romano. 

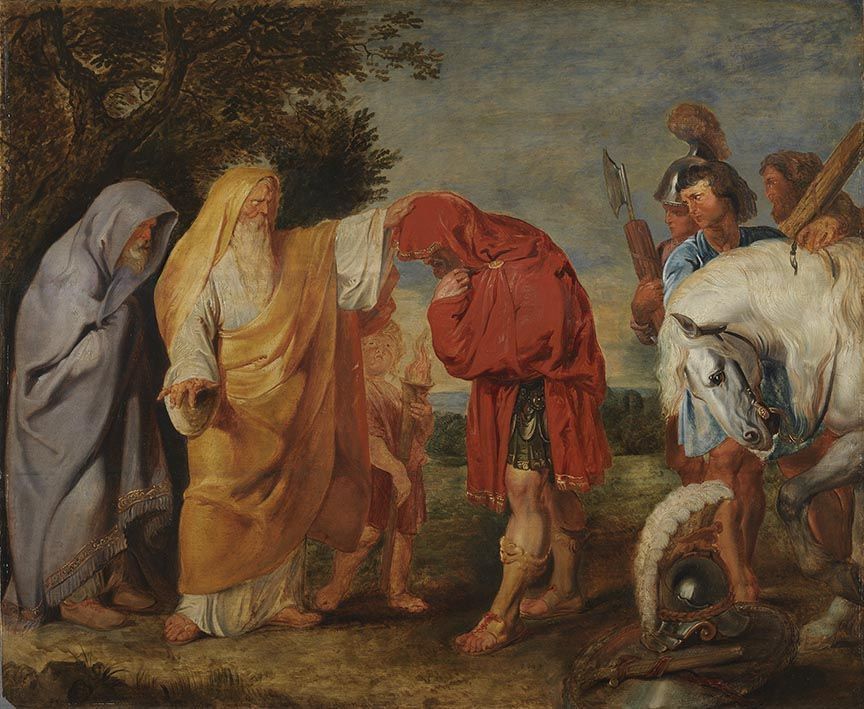
La teletta di Monaco di Baviera

Tra coloro che assistono al rito della consacrazione v'è anche il bellissimo cavallo di Decio. Il destriero reclina il capo in un gesto parallelo a quello del console, quasi a voler esprimere la consapevolezza della bestia dell'imminente destino che attende il suo amato padrone. Vero pezzo di bravura è la resa della bava schiumosa che esce dalla bocca del cavallo. Anche qui è possibile che Rubens si sia divertito a sfidare idealmente un pittore dell'antichità. Ancora Plinio tramanda che Protogene avesse scoperto un metodo per raffigurare con particolare verosimiglianza la schiuma dei cavalli tirando sulla tela una spugna intrisa di colore. Altro elemento che merita particolare sottolineatura è la sontuosa veste d'oro e broccato del pontefice. 
Di questo episodio esiste una versione in piccolo formato presso la Bayerische Staatsgemäldesammlungen (Monaco di Baviera) di cui però si tende ad escludere l'autografia e che forse potrebbe essere una copia del bozzetto originale non individuato.

### Congedo dei littori

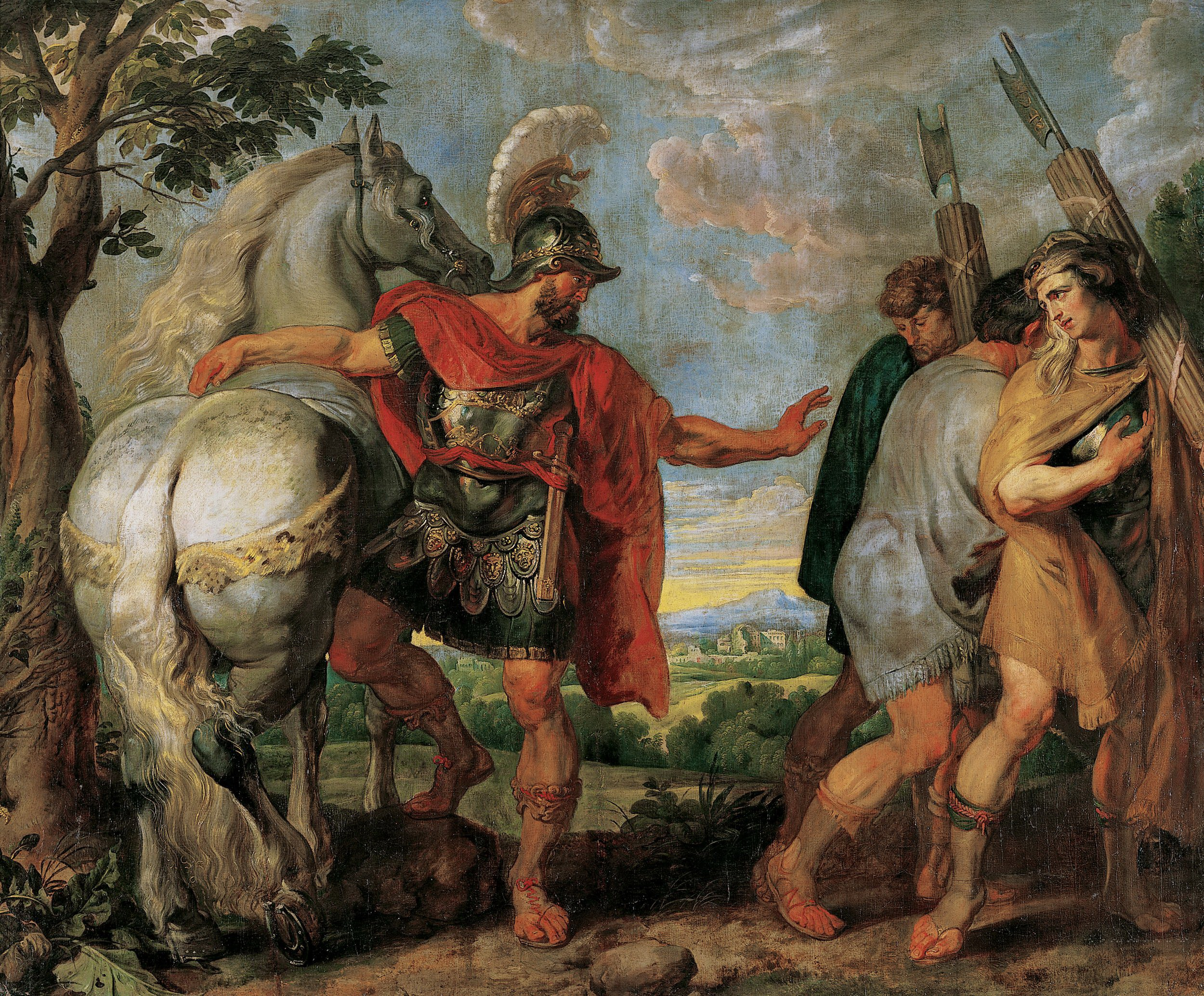
Congedo dei littori
(cm. 286 × 343)

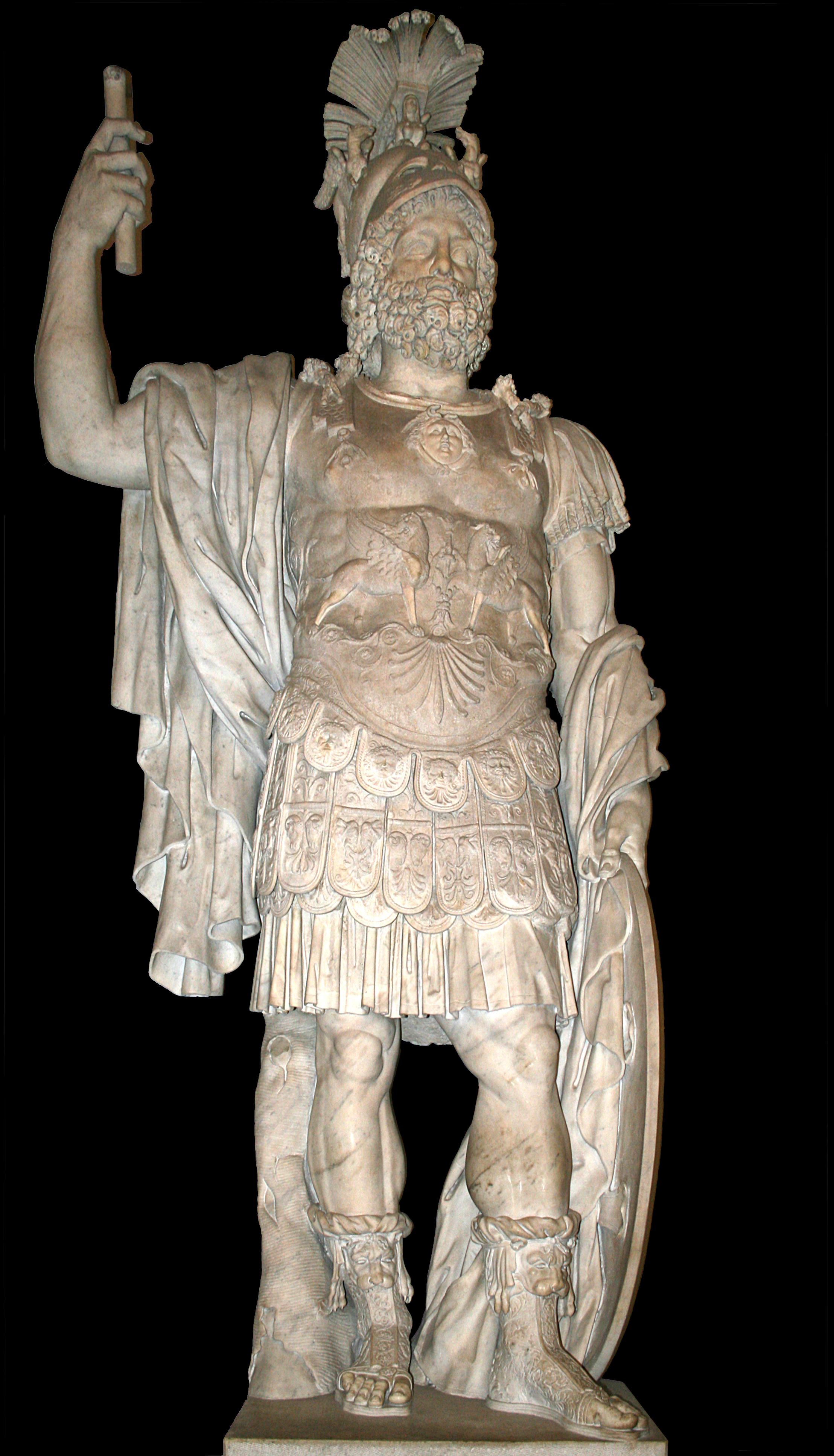
Marte Ultore, Roma, Musei Capitolini

Preparatosi all'estremo sacrificio, Decio Mure congeda i suoi littori ordinandogli di raggiungere Tito Manlio per avvisarlo di quanto sta per compiere. I littori obbediscono - li vediamo dare le spalle al loro comandante - ma volgono il capo verso di lui con espressioni affrante.
Decio, che si accinge a montare a cavallo per lanciarsi nella battaglia dove morirà, appare viceversa fermo e sereno, il gesto della sua mano sembra quasi voler rassicurare i soldati. 
L'imponente figura del console è stata modellata da Rubens riprendendo la statua romana del Marte Ultore (frutto in realtà di ampie integrazioni rinascimentali). Negli pterugi della sua corazza si osservano delle decorazioni con teste di gorgoni molto simili a quelle che si vedono nella statua colossale romana.
La virile accettazione del destino da parte di Decio Mure cui si assiste in questa tela è forse quanto più disvela, nell'intero ciclo, la personificazione da parte del condottiero delle virtù stoiche.
Come nell'episodio precedente, anche qui Rubens ha scelto un'ambientazione isolata e raccolta che peraltro si segnala per il notevole paesaggio di sfondo. È probabile che le quiete atmosfere di queste raffigurazioni, pur nella drammaticità degli avvenimenti, siano state introdotte come una sorta di pausa ritmica per accrescere l'effetto clamoroso della successiva scena di battaglia.

### Morte di Decio Mure

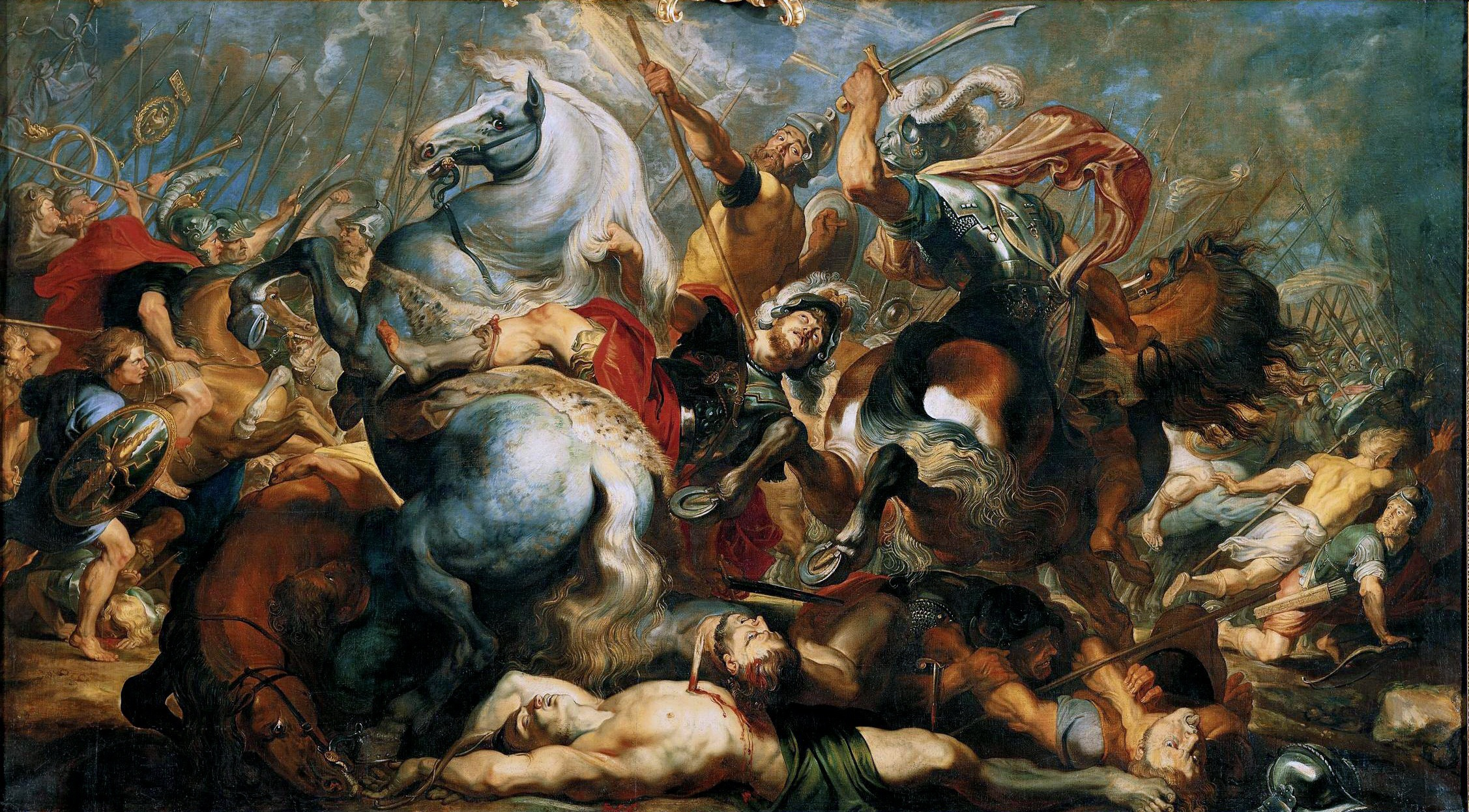
Morte di Decio Mure
(cm. 288 × 497)

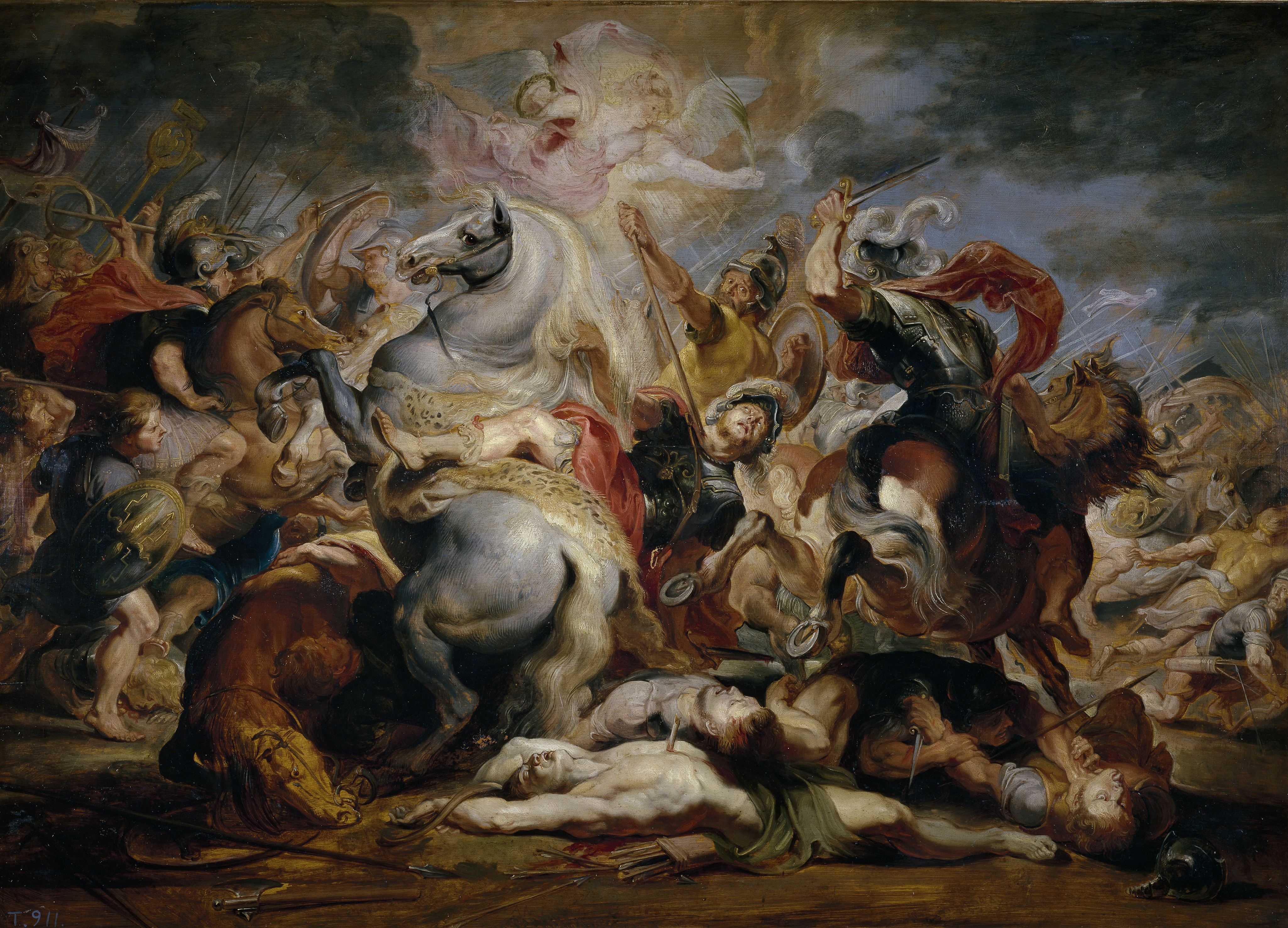
Il bozzetto di Madrid

Decio si lancia al galoppo nella mischia che infuria. Tito Livio narra che egli apparì ai nemici in un'aura sovrannaturale, terrorizzandoli. Vediamo infatti, sulla destra, alcuni Latini che si danno alla fuga. Il console ne fa strage e a terra giace un mucchio di cadaveri. Come vuole il fato ineluttabile tuttavia Decio Mure è alla fine abbattuto, dando la vita in pegno per la vittoria di Roma. I legionari, riconoscibili dalle insegne, infatti irrompono da sinistra verso destra e sbaragliano il nemico. 
Nel racconto di Tito Livio Decio fu ucciso da un nugolo di frecce piovutegli addosso: su questo punto Rubens prende una licenza e fa morire l'eroe trafitto da una lancia. Nel gruppo centrale della battaglia vediamo Decio disarcionato dal suo destriero rampante (anche qui magistralmente raffigurato) dal colpo che gli infligge dall'alto, ferendolo mortalmente al collo, un cavaliere nemico. Un terzo cavaliere al galoppo (a destra di Decio) si appresta a calare la spada sul condottiero morente. 

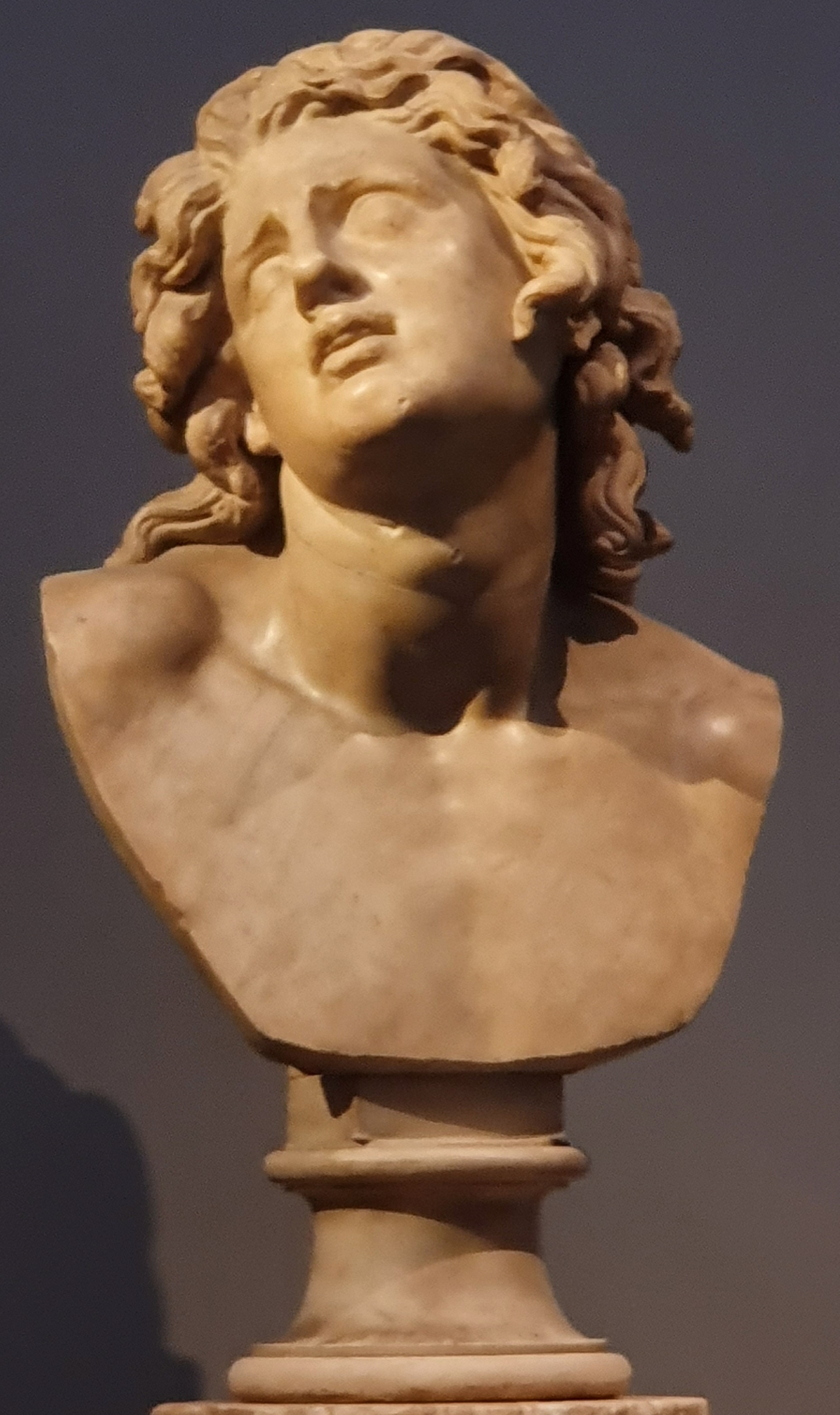
Alessandro morente, Uffizi

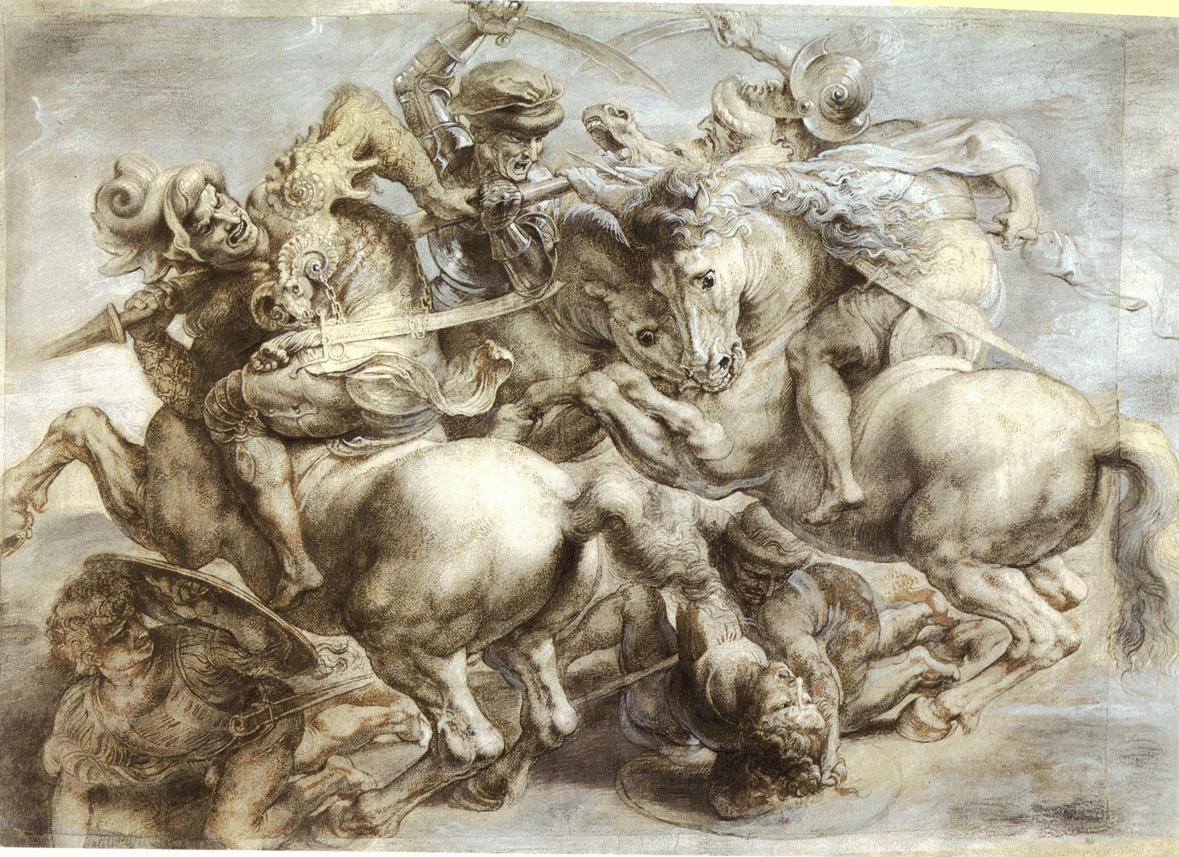
Il disegno di Rubens della Battaglia di Anghiari

La bellissima scena equestre al centro della tela è chiaramente un omaggio alla Battaglia di Anghiari di Leonardo da Vinci. Il capolavoro vinciano era ben noto a Rubens che, sia pure avvalendosi solo di copie in quanto il dipinto di Leonardo era già scomparso quando il fiammingo visitò Firenze, ne trasse un celebre disegno (Louvre). 
Alla ripresa del capolavoro rinascimentale si associa una citazione dall'antico: la posa della testa di Decio Mure e lo sguardo rivolto verso l'alto dall'eroe che si congeda dalla vita derivano da un busto ellenistico che ritrae Alessandro Magno morente (Uffizi). 
Questo è il secondo (ed ultimo) pezzo della serie per il quale si conosca il bozzetto preliminare (che si trova al Prado). Anche qui c'è, tra lo studio iniziale e il cartone, un cambiamento simile a quello osservato a proposito della adlocutio di Decio. Nel bozzetto una vittoria alata cala verso l'eroe mostrandogli una corona d'alloro e una palma, simboli di vittoria e di gloria. Nel passaggio al cartone, anche in questo caso, l'apparizione ultraterrena è eliminata.

### Funerale di Decio Mure

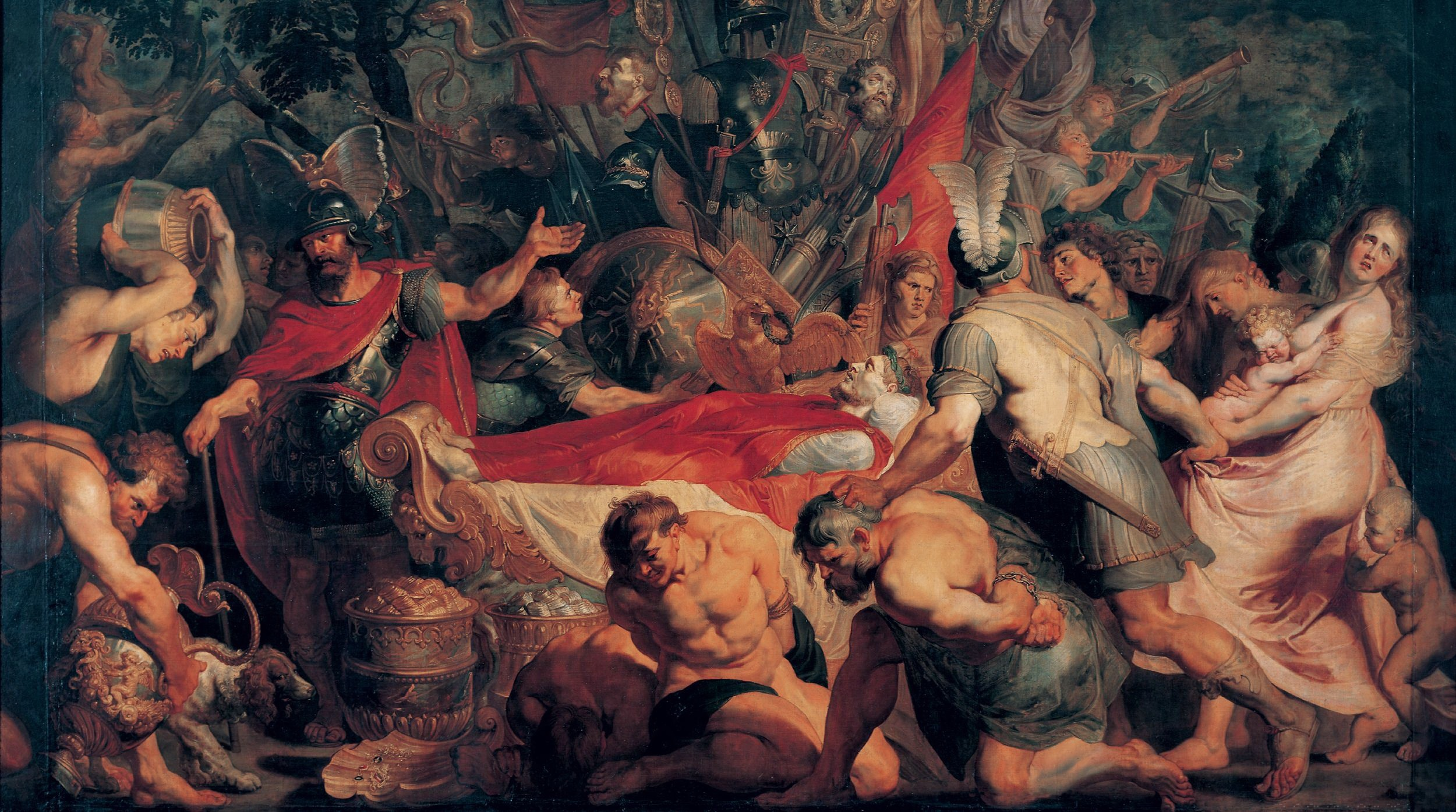
Funerale di Decio Mure
(cm. 289 × 515)

Finita la battaglia, il corpo di Decio Mure venne recuperato dai suoi compagni e Tito Manlio gli dedicò gli onori funebri che gli spettavano. Nel testo di Tito Livio non v'è alcuna informazione sulle modalità con le quali si svolsero le esequie del console caduto in combattimento, quindi Rubens, per raffigurare l'ultima scena narrativa del ciclo, fece interamente ricorso alla sua inventiva. 
Decio, in toga purpurea e cinto d'alloro, giace su un catafalco dalle complesse decorazioni che comprendono anche un'aquila dorata recante nel becco una seconda corona d'alloro, a suggello della glorificazione del defunto. 

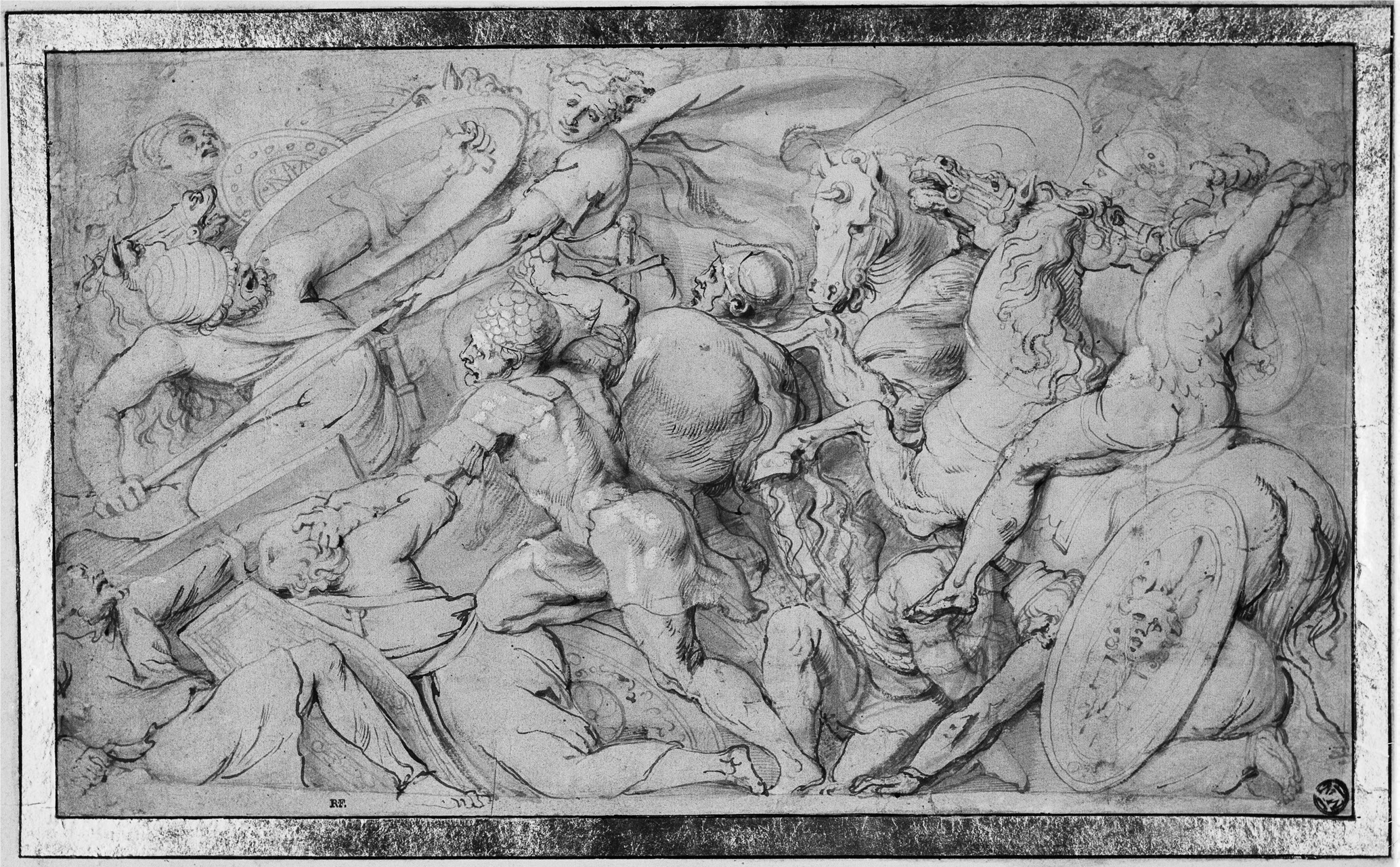
Il disegno della cerchia di Polidoro da Caravaggio (lo scudo è in basso a destra)

Dietro il letto funebre sono stati alzati dei trofei con le armi del nemico, simbolo di vittoria: sulle lance sono state infisse le teste dei Latini uccisi in battaglia. I buccinatori intonano musiche marziali e i littori montano la guardia d'onore. 
Sempre al centro della composizione un legionario è assorto nell'osservazione dello scudo di Decio Mure, la cui decorazione è composta da una testa di gorgone contornata da fulmini. È un motivo decorativo ellenistico che Rubens probabilmente derivò da un disegno attribuito alla cerchia di Polidoro da Caravaggio (Louvre), raffigurante una scena di battaglia forse ripresa da un antico rilievo romano. Si ritiene che questo disegno sia appartenuto al pittore fiammingo e sia stato da egli stesso ritoccato. La medusa sullo scudo richiama anche la descrizione omerica dello scudo di Agamennone. 
Sulla sinistra alcuni prigionieri portano, con visibile sforzo, del prezioso vasellame che poggiano ai piedi del letto di Decio, dove si accumula la ricca preda di guerra dei vincitori: in raffinati recipienti sono raccolte monete d'oro, d'argento e gioielli.  

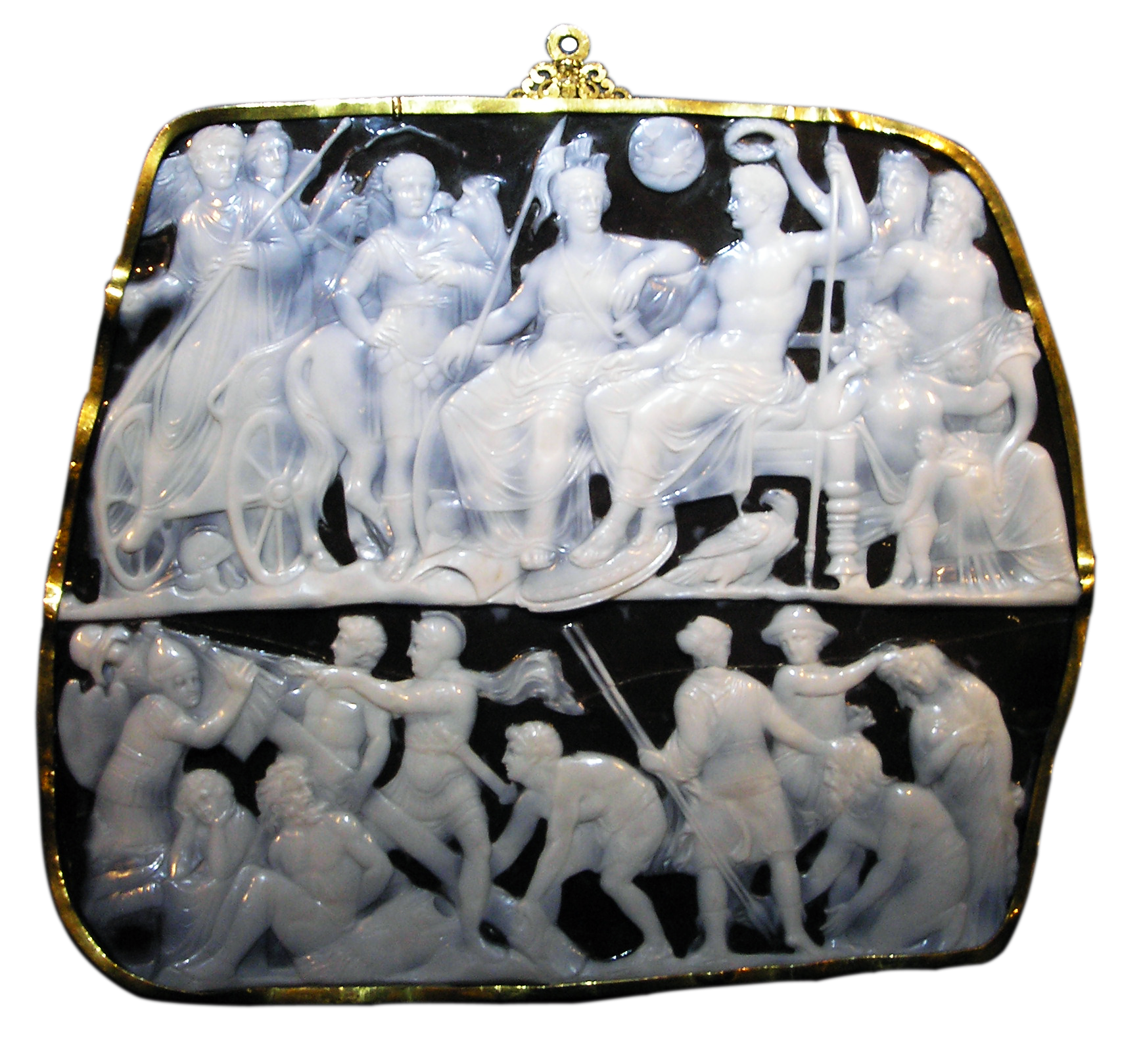
La Gemma augustea

Ma il bottino di guerra non si limita a questo: nella parte bassa della tela, i vinti, uomini, donne e bambini, vengono tradotti come schiavi. Sullo sfondo, a sinistra, vediamo dei legionari che tagliano degli alberi: stanno raccogliendo la legna per comporre la pira su cui Decio sarà incinerato. 
Tito Manlio, ai piedi del catafalco, sembra far mostra, col gesto della mano, di tutti i segni di vittoria di cui Rubens ha riempito la tela, quasi a farne offerta al suo collega giacente. 

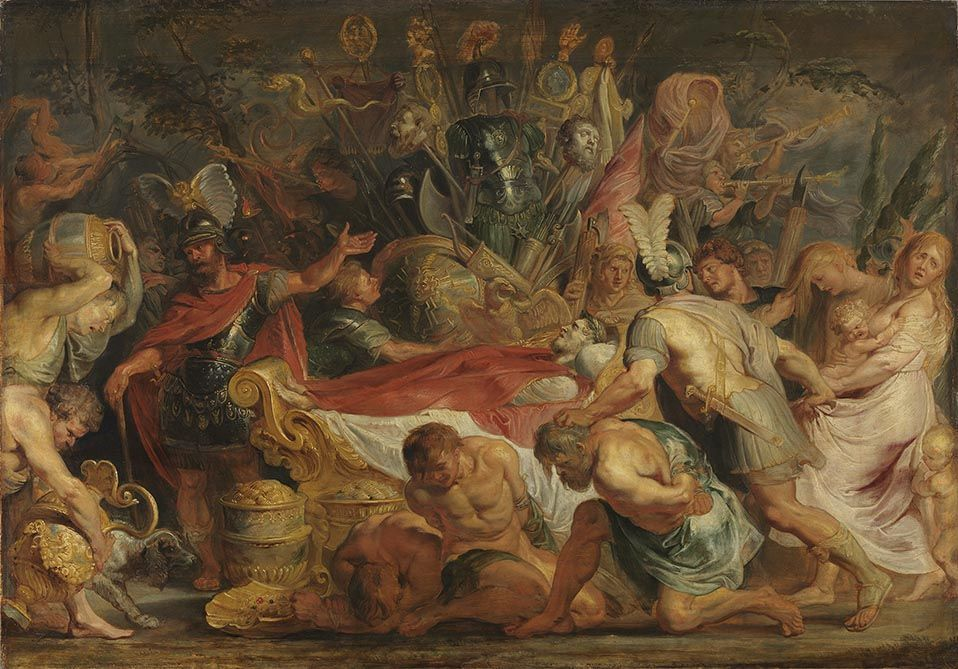
La piccola versione di Monaco

Anche l'ultimo episodio della storia di Decio consta di una notevole ripresa dall'antico. Il corteo di prigionieri raffigurato in basso è una derivazione della Gemma augustea, splendido cammeo d'onice del I secolo (Kunsthistorisches Museum). Anche questo prezioso reperto era ben conosciuto da Rubens che ne fece un disegno di cui a Lubecca (St. Annen Museum) si conserva una copia.
Si segnala in ultimo che del funerale di Decio Mure esiste una versione in piccolo formato che, come quella della scena della devotio, si trova nella Staatsgemäldesammlungen di Monaco: anche riguardo a questa teletta si tende a rifiutarne l'autografia.

### Vittoria e Virtù

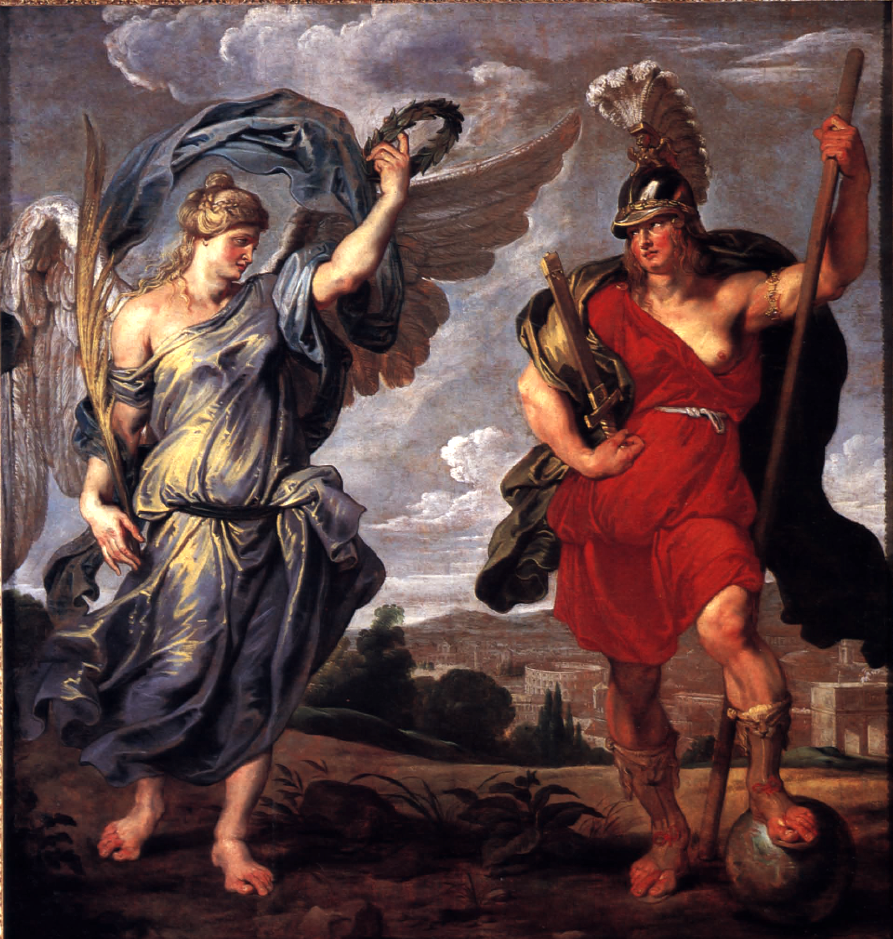
Vittoria e Virtù
(cm. 287 × 271)

La tela è stata tradizionalmente interpretata come l'incoronazione di Roma, personificata nella figura a destra, da parte della Vittoria. La scena quindi poteva essere intesa come suggello allegorico della vicenda narrativa, dove per l'appunto Roma trionfa grazie all'eroico sacrifico di Decio Mure. 
Benché in effetti esistano arazzi, tra le varie serie tessili derivate dai modelli rubensiani, che hanno utilizzato questo quadrone come unico cartone - raffigurando anche nel panno le due figure insieme - vi è motivo di pensare che l'idea originaria fosse quella di tessere le due figure femminili su due arazzi diversi, che solo per economia di mezzi sono state dipinte in un unico modello pittorico. 
Il contratto del 1616 tra Franco Cattaneo e gli arazzieri prevedeva, infatti, che, oltre alle scene principali sui fatti di Decio, sarebbero stati tessuti anche tre arazzi più piccoli, verosimilmente finalizzati a coprire gli spazi parietali più stretti (ai lati delle porte o delle finestre) degli ambienti in cui i parati sarebbero stati esposti. Il fatto che esistano anche panni in cui le due allegorie femminili compaiono isolatamente sembra dimostrare che i tre arazzi minori previsti dal contratto erano proprio queste due allegorie e il trofeo (per il quale nella sezione che segue).  
Separando le due donne, l'idea che si stia assistendo alla glorificazione di Roma è meno persuasiva. Ulteriori argomentazioni iconografiche mettono in dubbio che la figura di destra sia effettivamente una personificazione di Roma e conducono ad identificarla piuttosto come allegoria della virtù marziale. 
Inequivocabile invece è l'identificazione della figura a sinistra con la Vittoria, dati i chiari attribuiti delle ali, della palma e della corona d'alloro.

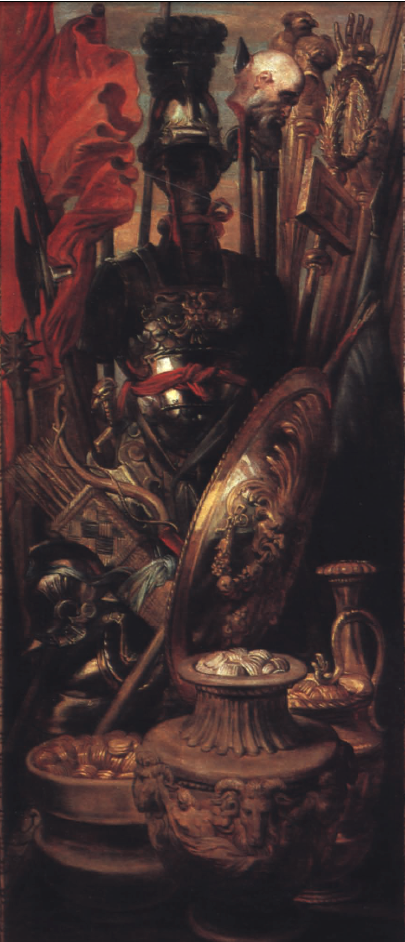
Trofeo
(cm. 287 × 125)

### Trofeo
Chiude il ciclo un altro pezzo minore raffigurante un trofeo all'uso antico-romano, ulteriore simbolo di vittoria e di gloria. È una bellissima natura morta di armi, corazze, drappi e insegne di fattura accurata ed elegante: basti guardare la splendida ornamentazione dello scudo. Anteposti al trofeo vero e proprio vi sono dei vasi preziosi, con pregevoli decori in rilievo, ricolmi di gioie. 
Verosimilmente Rubens si è avvalso per questa notevole composizione delle sue vaste conoscenze antiquarie. Anche in questo caso, come nelle esequie di Decio Mure, su una lancia è infissa la testa mozzata di un nemico.

## Altri episodi

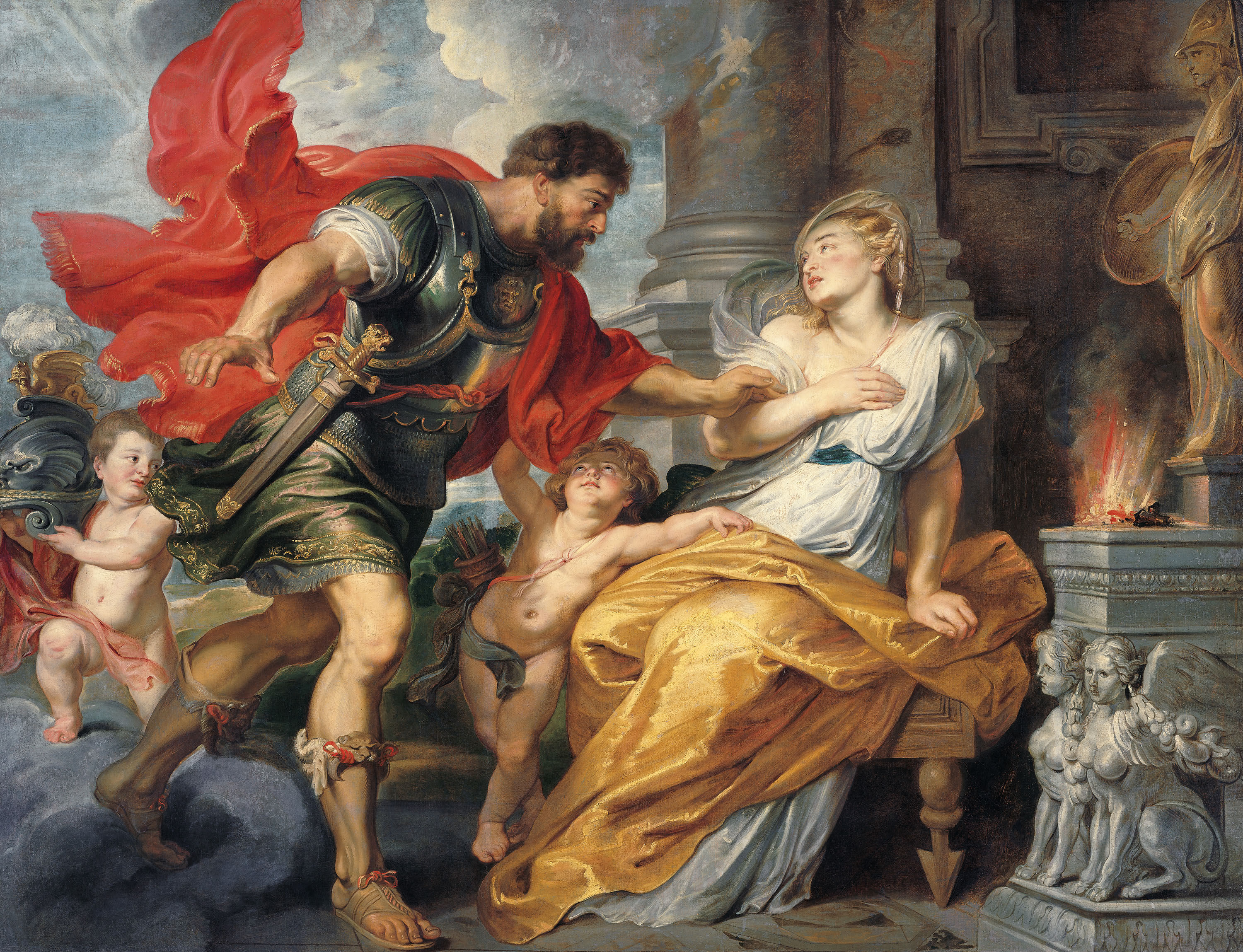
Rubens, Marte e Rea Silvia, 1617-1620, Vaduz, Collezioni principesche

In alcune delle molteplici (circa venti) serie tessili che nel corso dei decenni sono state realizzate sulle storie di Decio Mure ideate da Rubens compaiono anche altri due episodi, ulteriori a quelli precedentemente descritti. 

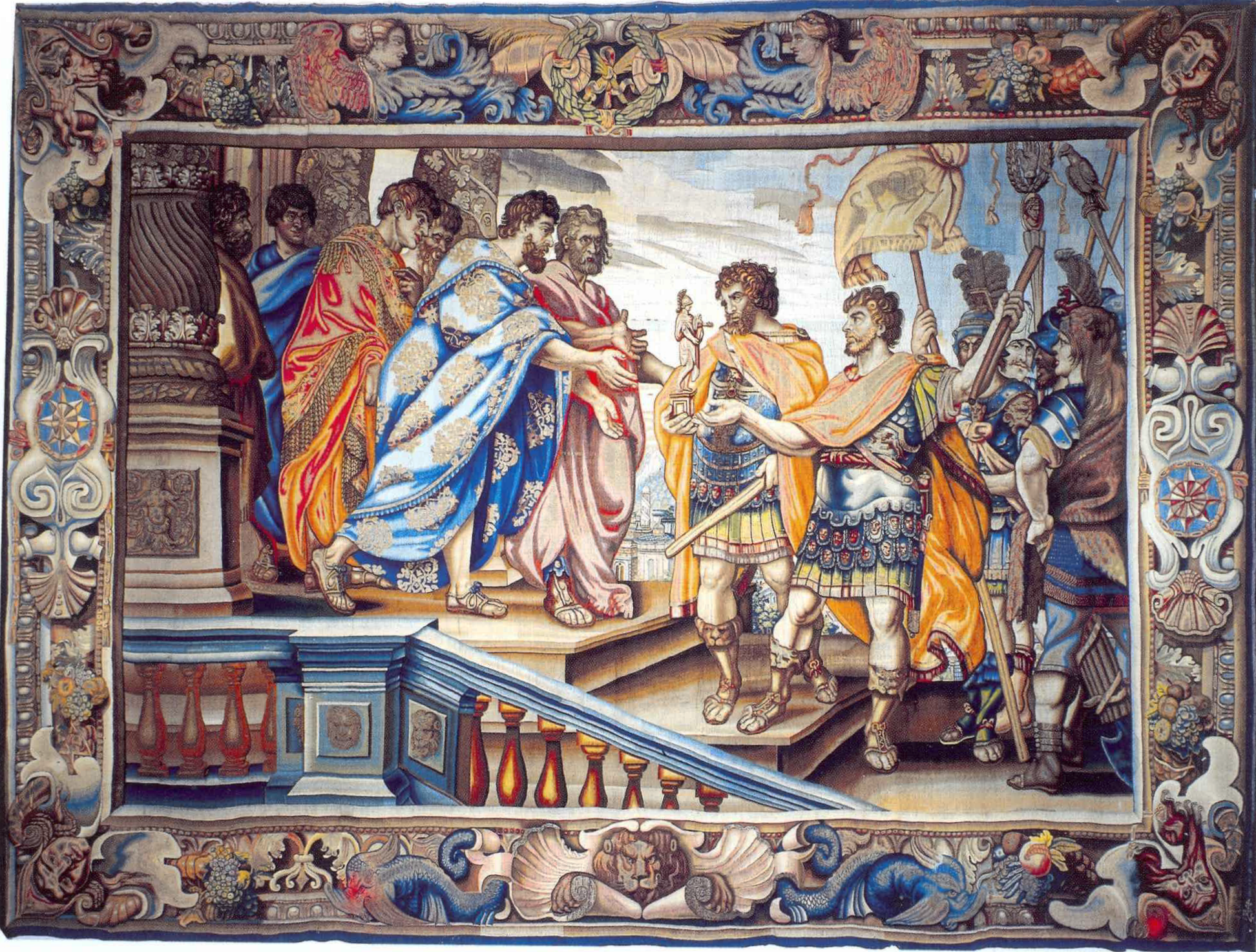
Arazzo facente parte della serie con le storie di Decio Mure conservata nel Palazzo reale di Madrid

Il primo raffigura Marte e Rea Silvia e se ne conserva anche il cartone autografo (in realtà anche in questo caso si tratta di una grande tela ad olio), anch'esso facente parte delle collezioni dei principi del Liechtenstein. La critica prevalente tuttavia tende ad escludere, con vari argomenti, che anche questa tela sia stata dipinta come elemento del ciclo di Decio. Essa è piuttosto intesa come il pezzo iniziale di una serie su Romolo e Remo, cui in effetti è molto più attinente sul piano tematico. Per una qualche ragione non nota questo cartone fu talora utilizzato per alcune tirature delle storie di Decio Mure. 
Il secondo episodio invece si conosce solo attraverso il panno, non essendone noti preparativi grafici. Non è ben chiaro che cosa vi sia raffigurato: per alcuni si tratterebbe dell'inizio del ciclo, dove Decio Mure e Tito Manlio sono inviati dal Senato Romano, che ha consegnato ai consoli il Palladio della Città e i bastoni del comando militare, a combattere i Latini. Per altri saremmo invece alla fine della storia e il solo Tito Manlio (essendo ovviamente Decio già morto), di ritorno dalla guerra, si starebbe recando presso il Senato ad annunciare la vittoria, simboleggiata dalla statuetta che il console superstite ha in mano.
Anche in questo caso tuttavia si dubita che la rappresentazione facesse parte del progetto iniziale delle storie di Decio Mure e in aggiunta si esprimono perplessità sul fatto stesso che l'arazzo con i senatori derivi davvero da un modello grafico di Rubens.

## Gli arazzi
Le prime due serie di arazzi tratte dalle tele di Rubens furono tessute a Bruxelles così come stabiliva il contratto del 1616. A queste prime edizioni molte altre ne seguirono ed oggi se ne censiscono una ventina di varia completezza e diverse dimensioni, dislocate in più nazioni d'Europa. Anche in Italia ve ne è una versione, parziale (consta di soli quattro episodi), conservata nel palazzo vescovile di Mondovì.
Un numero così cospicuo di tirature, eseguite lungo il corso di più decenni, è segno evidente del grande e perdurante successo riscosso dall'impresa figurativa del maestro fiammingo. 
L'innovativa scelta di eseguire i cartoni mediante dei rifiniti dipinti ad olio, in luogo della consueta tecnica della tempera su carta, comportò per gli arazzieri la necessità di ampliare le gamme cromatiche sino ad allora utilizzate per la tintura della lana e della seta. Infatti nella serie di Decio si vedendo per la prima volta alcuni colori mai usati nei precedenti parati tessuti nelle Fiandre. 
Nella galleria di immagini che segue si osservano sei arazzi con gli episodi narrativi della vicenda di Decio Mure facenti parte di versioni differenti per manifattura di produzione e datazione. Si nota tra i panni e i cartoni il tipico effetto in controparte, cioè la specularità dell'arazzo rispetto al modello grafico, peculiare della tessitura a basso liccio. 

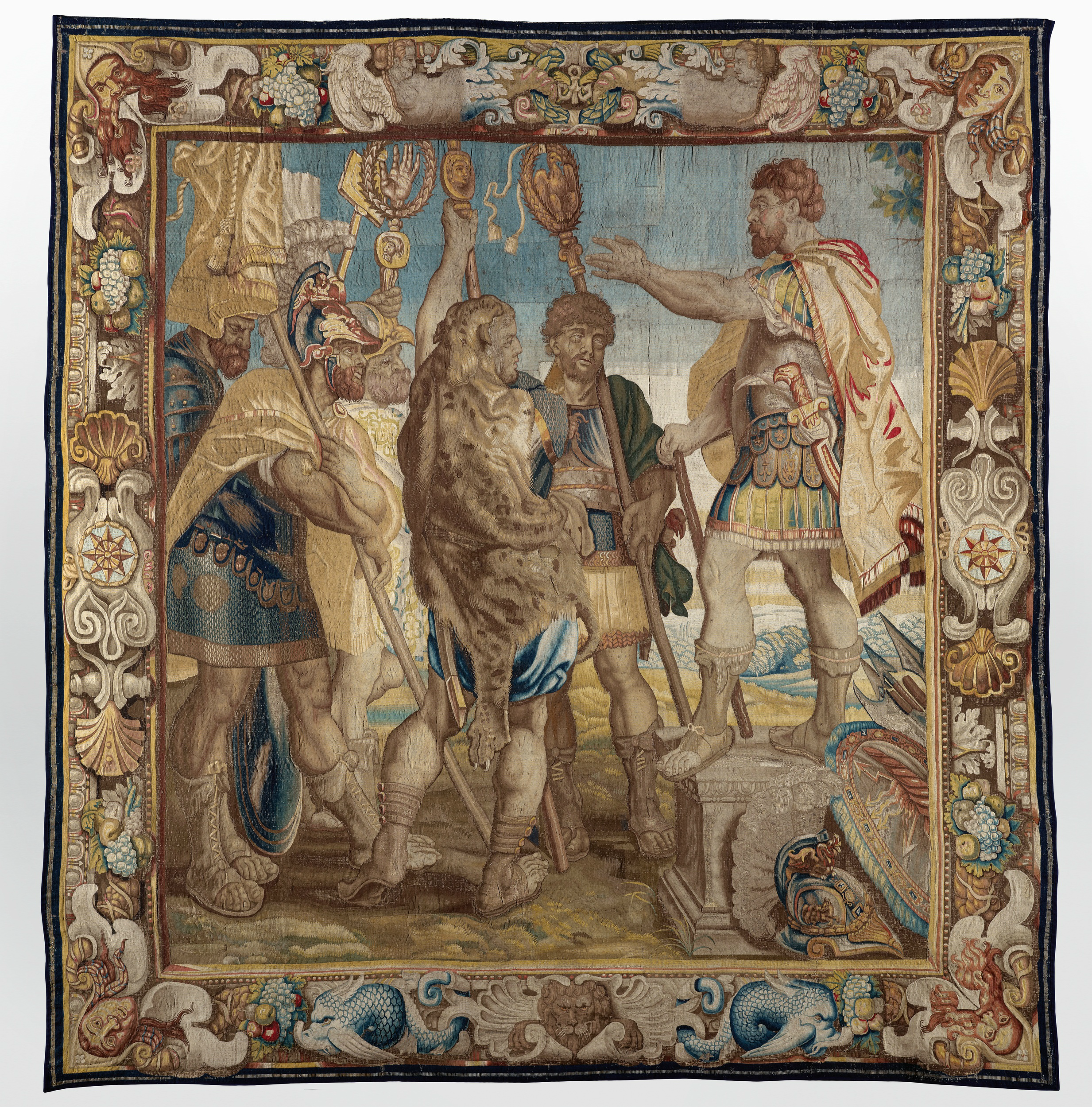
Decio Mure racconta il suo sogno
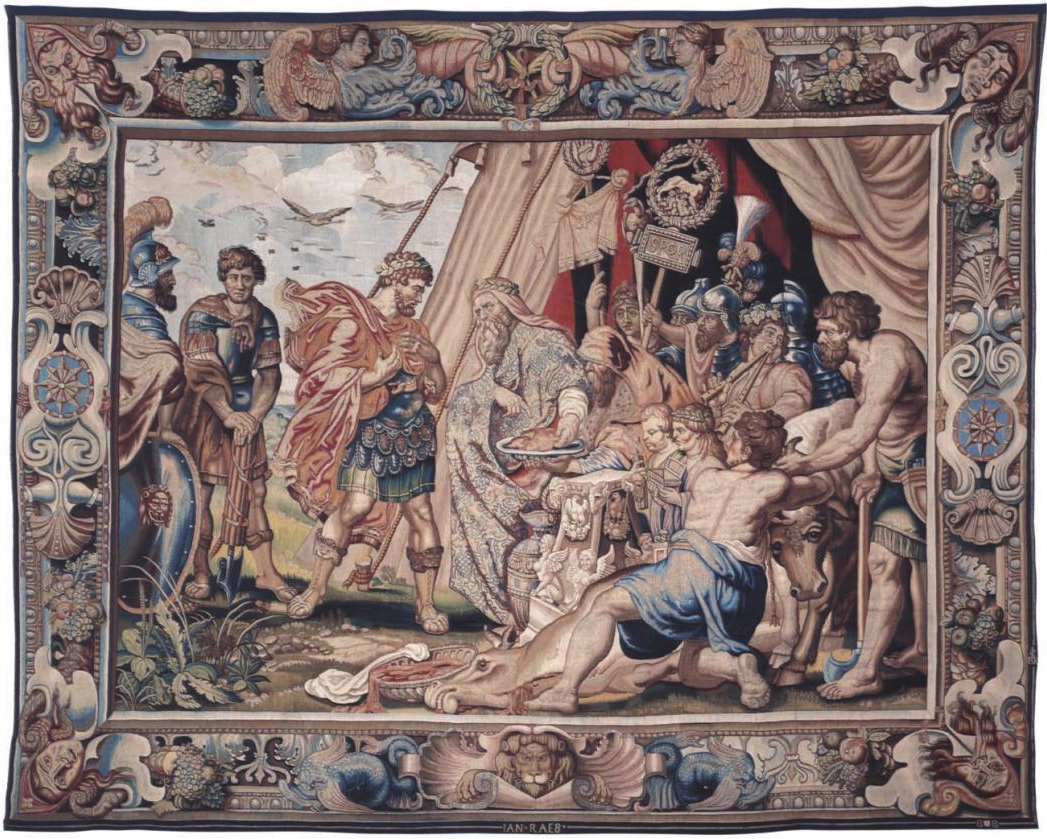
Interpretazione del sacrificio
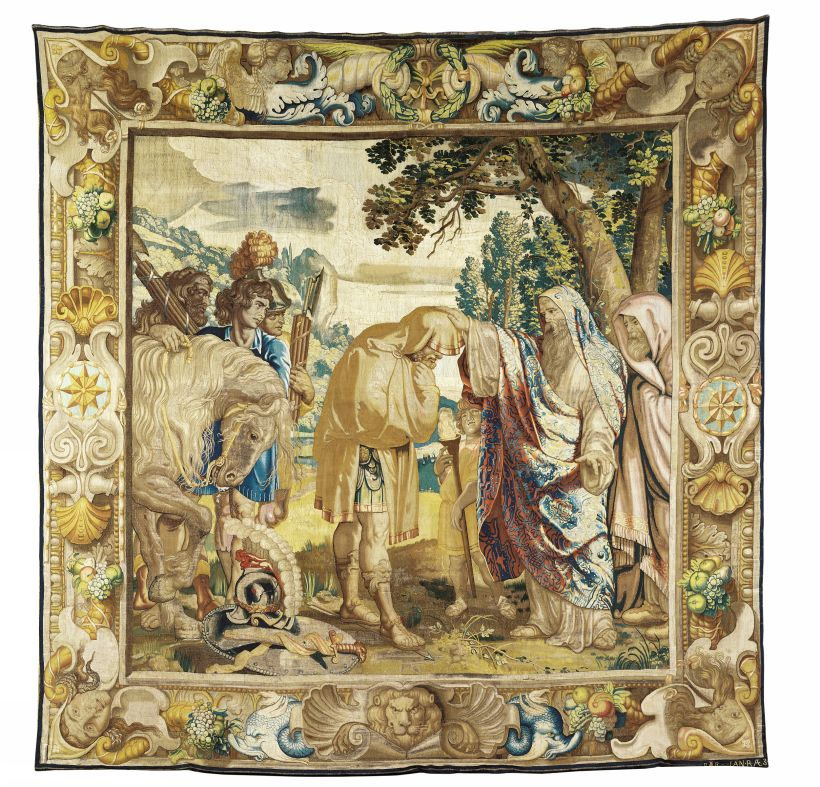
Devotio di Decio Mure
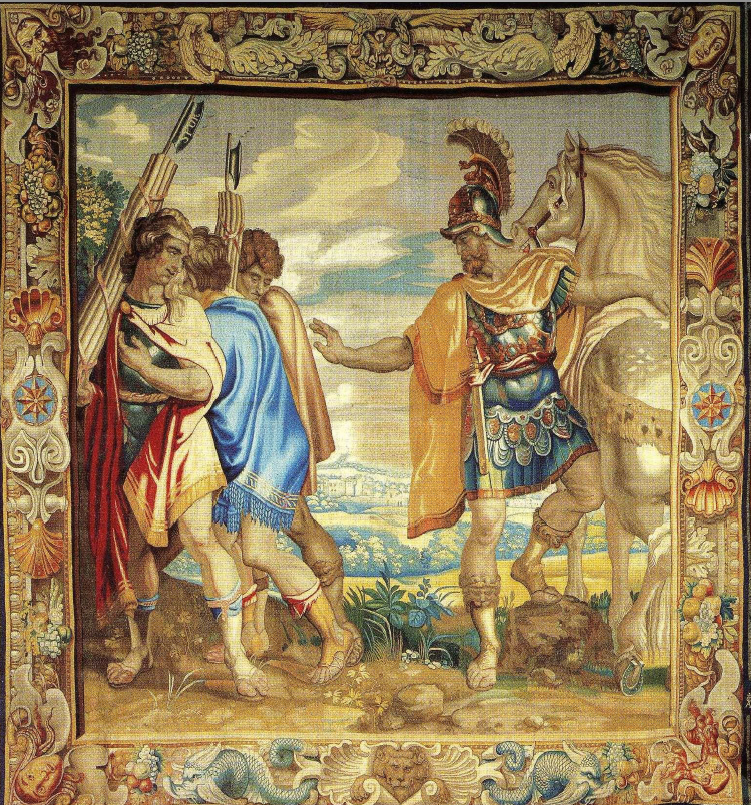
Congedo dei littori
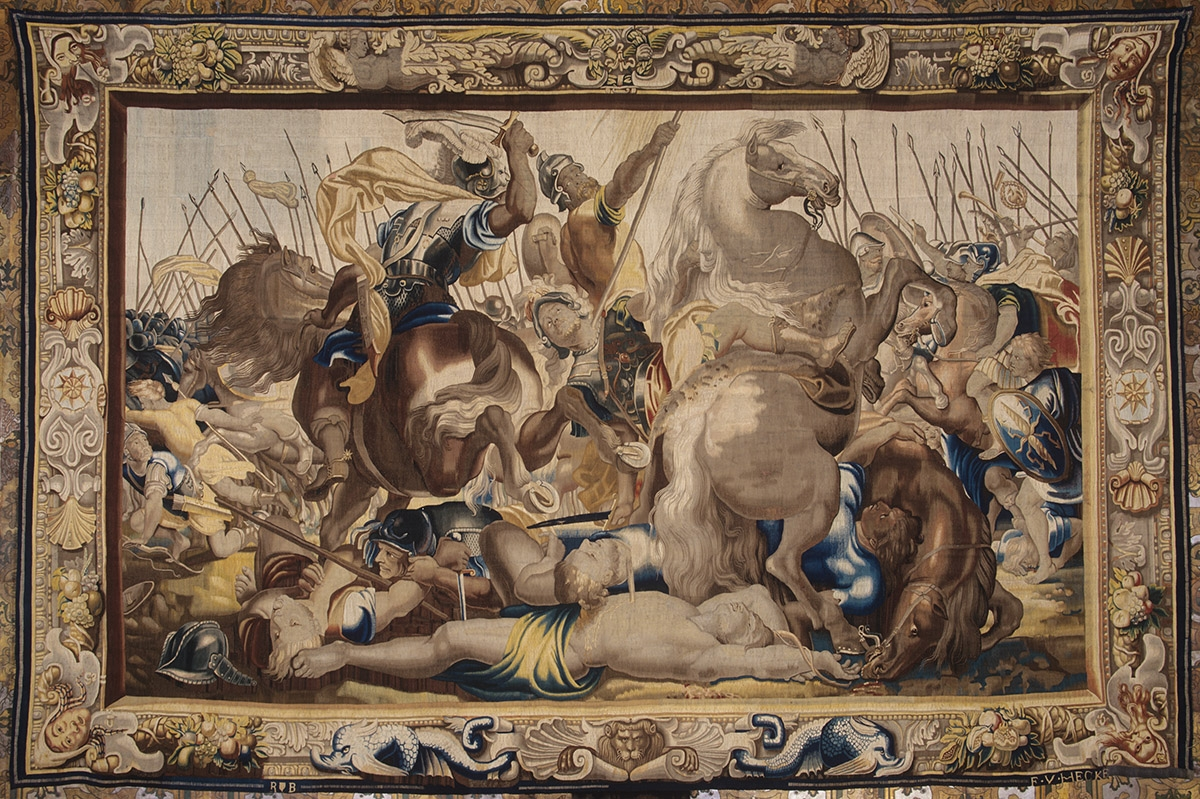
Morte di Decio Mure
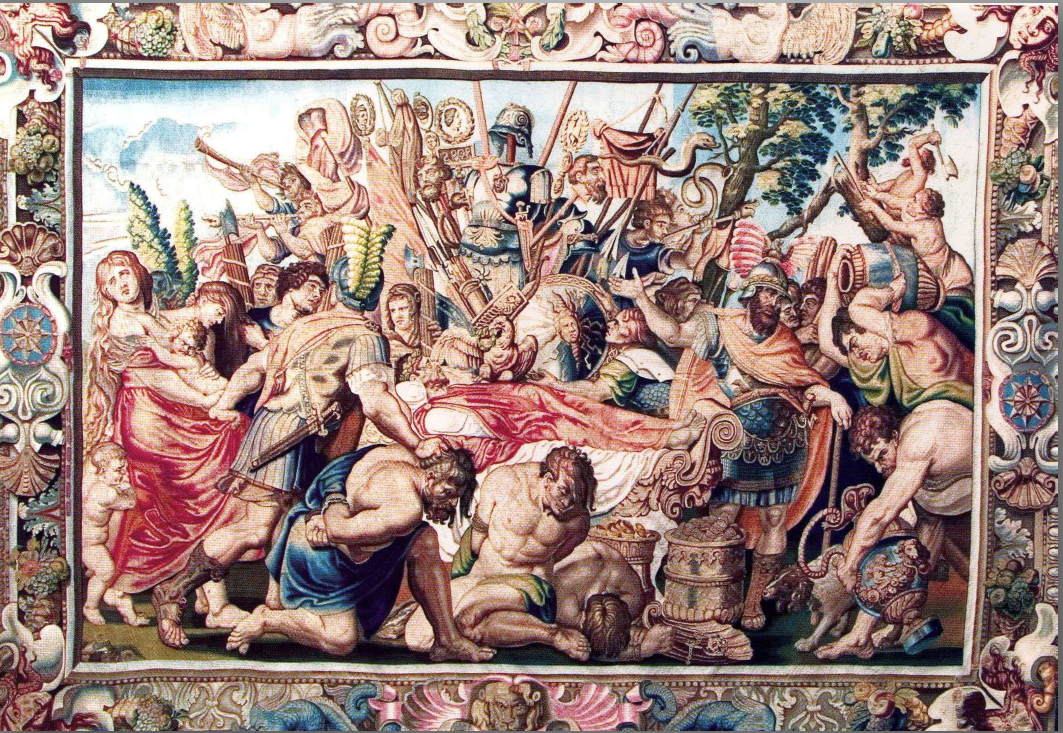
Funerale di Decio Mure